# Штейн, Леонид Захарович
Леони́д Заха́рович Штейн (12 ноября 1934, Каменец-Подольский, Винницкая область — 4 июля 1973, Москва) — советский шахматист, гроссмейстер (1962), один из сильнейших шахматистов мира в 1960-е — 1970-е годы. Трёхкратный чемпион СССР (1963, 1965, 1966).
Победитель двух олимпиад в составе сборной СССР (1964, 1966). Участник трёх межзональных турниров (1962, 1964, 1967). Двукратный чемпион Украины (1960, 1962). Участник многих командных первенств СССР в составе УССР. Победитель многих крупных турниров, среди которых два сильнейших турнира своего времени (1967, 1971 в Москве).

## Биография

### Детство
Родился 12 ноября 1934 года в Каменец-Подольске (ныне Каменец-Подольский) Хмельницкой области Украины в простой трудовой семье с небольшим заработком, став вторым ребёнком (сестра была старше на 4 года, работала врачом). Родители — Захар Лазаревич (1906 - 1942) и Чарна Абовнаю. Отец не отличался крепким здоровьем — в 1942 году скончался в возрасте 36 лет от тифа.
Каменец-Подольск был захвачен немцами в первые недели Великой Отечественной войны. Семья успела эвакуироваться и спустя некоторое время переехала в Ташкент. После войны мать с сыном вернулись на родину и поселились во Львове, мать стала работать буфетчицей в школе.
Современники отмечали, что Штейн рос болезненным и худым, так как в условиях войны был сильный голод. Позже Штейн пошёл в школу, но редко получал хорошие отметки, несмотря на наличие хорошей памяти, смекалки и других способностей. Проблема была в том, что он не отличался усидчивостью и прилежанием, а также с детства не любил читать книги.

### Первые достижения
В то время, как другие шахматисты уже к 18 годам достигали высоких результатов, Штейн научился играть в 10 лет, кандидатом в мастера спорта стал в 18, мастером — в 24 года.
До вхождения в состав СССР во Львове были популярны преимущественно в кафе, после войны был основан первый шахматный клуб, начали проводиться турниры и появилось много молодых шахматистов. Штейн пошёл в этот клуб, там слушал лекции Алексея Павловича Сокольского — в будущем назвал его своим первым наставником.
Позже поступил в детский шахматный клуб при дворце пионеров. Там увидел впервые в жизни шахматную книгу, но она его не заинтересовала. В клубе подружился и часто проводил время с Ефимом Ротштейном, Борисом Каталымовом и Игорем Семененко. Участвовал в командном чемпионате среди школ. В 13 лет на одном из таких чемпионатов обратил на себя внимание, потому что играл очень быстро, уверенно и смело.
В 15 лет достиг 1-го разряда. В 1949 году прошёл отборочный турнир для определения сильнейших шахматистов Львова — Штейн занял 5-е место и был зачислен на 4-ю доску в составе сборной города. На ближайшем командном турнире сборная дошла до полуфинала, вышла в финальный матч с участием 8 сильнейших команд, но в итоге разделила 3-4 места (1-е место заняла сборная Киева, 2-е — Харькова, 3-4 — Винницы). Штейн играл очень быстро и часто выпускал преимущество, за это лидер сборной Львова Виктор Карт раскритиковал его. Во Львове на Штейна имел перспективы, так как шахматисты надеялись, что его быстрая игра — это детская болезнь, которая должна пройти.
| \| \| a \| b \| c \| d \| e \| f \| g \| h \| \| \| - \| ------------------------------------------------------------------------------------------------------------------------------------------------------------------------------------------------------------------------------------------------------------------------------------------------------------------------------------------------------------------------------------------------------------------------------------------------------------------------------------------------------------------------------------ \| ------------------------------------------------------------------------------------------------------------------------------------------------------------------------------------------------------------------------------------------------------------------------------------------------------------------------------------------------------------------------------------------------------------------------------------------------------------------------------------------------------------------------------------ \| ------------------------------------------------------------------------------------------------------------------------------------------------------------------------------------------------------------------------------------------------------------------------------------------------------------------------------------------------------------------------------------------------------------------------------------------------------------------------------------------------------------------------------------ \| ------------------------------------------------------------------------------------------------------------------------------------------------------------------------------------------------------------------------------------------------------------------------------------------------------------------------------------------------------------------------------------------------------------------------------------------------------------------------------------------------------------------------------------ \| ------------------------------------------------------------------------------------------------------------------------------------------------------------------------------------------------------------------------------------------------------------------------------------------------------------------------------------------------------------------------------------------------------------------------------------------------------------------------------------------------------------------------------------ \| ------------------------------------------------------------------------------------------------------------------------------------------------------------------------------------------------------------------------------------------------------------------------------------------------------------------------------------------------------------------------------------------------------------------------------------------------------------------------------------------------------------------------------------ \| ------------------------------------------------------------------------------------------------------------------------------------------------------------------------------------------------------------------------------------------------------------------------------------------------------------------------------------------------------------------------------------------------------------------------------------------------------------------------------------------------------------------------------------ \| ------------------------------------------------------------------------------------------------------------------------------------------------------------------------------------------------------------------------------------------------------------------------------------------------------------------------------------------------------------------------------------------------------------------------------------------------------------------------------------------------------------------------------------ \| - \| \| 8 \| a8 чёрная ладья · e8 чёрный король · h8 чёрная ладья · a7 чёрная пешка · b7 чёрная пешка · c7 чёрная пешка · e7 чёрный ферзь · f7 чёрная пешка · h7 чёрная пешка · b6 чёрный конь · c6 чёрный конь · d6 чёрная пешка · f6 чёрный слон · g6 чёрная пешка · h6 белый слон · c4 белая пешка · d4 белая пешка · g4 чёрный слон · f3 белый конь · a2 белая пешка · b2 белая пешка · d2 белый конь · e2 белый слон · f2 белая пешка · g2 белая пешка · h2 белая пешка · a1 белая ладья · d1 белый ферзь · f1 белая ладья · g1 белый король \| a8 чёрная ладья · e8 чёрный король · h8 чёрная ладья · a7 чёрная пешка · b7 чёрная пешка · c7 чёрная пешка · e7 чёрный ферзь · f7 чёрная пешка · h7 чёрная пешка · b6 чёрный конь · c6 чёрный конь · d6 чёрная пешка · f6 чёрный слон · g6 чёрная пешка · h6 белый слон · c4 белая пешка · d4 белая пешка · g4 чёрный слон · f3 белый конь · a2 белая пешка · b2 белая пешка · d2 белый конь · e2 белый слон · f2 белая пешка · g2 белая пешка · h2 белая пешка · a1 белая ладья · d1 белый ферзь · f1 белая ладья · g1 белый король \| a8 чёрная ладья · e8 чёрный король · h8 чёрная ладья · a7 чёрная пешка · b7 чёрная пешка · c7 чёрная пешка · e7 чёрный ферзь · f7 чёрная пешка · h7 чёрная пешка · b6 чёрный конь · c6 чёрный конь · d6 чёрная пешка · f6 чёрный слон · g6 чёрная пешка · h6 белый слон · c4 белая пешка · d4 белая пешка · g4 чёрный слон · f3 белый конь · a2 белая пешка · b2 белая пешка · d2 белый конь · e2 белый слон · f2 белая пешка · g2 белая пешка · h2 белая пешка · a1 белая ладья · d1 белый ферзь · f1 белая ладья · g1 белый король \| a8 чёрная ладья · e8 чёрный король · h8 чёрная ладья · a7 чёрная пешка · b7 чёрная пешка · c7 чёрная пешка · e7 чёрный ферзь · f7 чёрная пешка · h7 чёрная пешка · b6 чёрный конь · c6 чёрный конь · d6 чёрная пешка · f6 чёрный слон · g6 чёрная пешка · h6 белый слон · c4 белая пешка · d4 белая пешка · g4 чёрный слон · f3 белый конь · a2 белая пешка · b2 белая пешка · d2 белый конь · e2 белый слон · f2 белая пешка · g2 белая пешка · h2 белая пешка · a1 белая ладья · d1 белый ферзь · f1 белая ладья · g1 белый король \| a8 чёрная ладья · e8 чёрный король · h8 чёрная ладья · a7 чёрная пешка · b7 чёрная пешка · c7 чёрная пешка · e7 чёрный ферзь · f7 чёрная пешка · h7 чёрная пешка · b6 чёрный конь · c6 чёрный конь · d6 чёрная пешка · f6 чёрный слон · g6 чёрная пешка · h6 белый слон · c4 белая пешка · d4 белая пешка · g4 чёрный слон · f3 белый конь · a2 белая пешка · b2 белая пешка · d2 белый конь · e2 белый слон · f2 белая пешка · g2 белая пешка · h2 белая пешка · a1 белая ладья · d1 белый ферзь · f1 белая ладья · g1 белый король \| a8 чёрная ладья · e8 чёрный король · h8 чёрная ладья · a7 чёрная пешка · b7 чёрная пешка · c7 чёрная пешка · e7 чёрный ферзь · f7 чёрная пешка · h7 чёрная пешка · b6 чёрный конь · c6 чёрный конь · d6 чёрная пешка · f6 чёрный слон · g6 чёрная пешка · h6 белый слон · c4 белая пешка · d4 белая пешка · g4 чёрный слон · f3 белый конь · a2 белая пешка · b2 белая пешка · d2 белый конь · e2 белый слон · f2 белая пешка · g2 белая пешка · h2 белая пешка · a1 белая ладья · d1 белый ферзь · f1 белая ладья · g1 белый король \| a8 чёрная ладья · e8 чёрный король · h8 чёрная ладья · a7 чёрная пешка · b7 чёрная пешка · c7 чёрная пешка · e7 чёрный ферзь · f7 чёрная пешка · h7 чёрная пешка · b6 чёрный конь · c6 чёрный конь · d6 чёрная пешка · f6 чёрный слон · g6 чёрная пешка · h6 белый слон · c4 белая пешка · d4 белая пешка · g4 чёрный слон · f3 белый конь · a2 белая пешка · b2 белая пешка · d2 белый конь · e2 белый слон · f2 белая пешка · g2 белая пешка · h2 белая пешка · a1 белая ладья · d1 белый ферзь · f1 белая ладья · g1 белый король \| a8 чёрная ладья · e8 чёрный король · h8 чёрная ладья · a7 чёрная пешка · b7 чёрная пешка · c7 чёрная пешка · e7 чёрный ферзь · f7 чёрная пешка · h7 чёрная пешка · b6 чёрный конь · c6 чёрный конь · d6 чёрная пешка · f6 чёрный слон · g6 чёрная пешка · h6 белый слон · c4 белая пешка · d4 белая пешка · g4 чёрный слон · f3 белый конь · a2 белая пешка · b2 белая пешка · d2 белый конь · e2 белый слон · f2 белая пешка · g2 белая пешка · h2 белая пешка · a1 белая ладья · d1 белый ферзь · f1 белая ладья · g1 белый король \| 8 \| \| 7 \| a8 чёрная ладья · e8 чёрный король · h8 чёрная ладья · a7 чёрная пешка · b7 чёрная пешка · c7 чёрная пешка · e7 чёрный ферзь · f7 чёрная пешка · h7 чёрная пешка · b6 чёрный конь · c6 чёрный конь · d6 чёрная пешка · f6 чёрный слон · g6 чёрная пешка · h6 белый слон · c4 белая пешка · d4 белая пешка · g4 чёрный слон · f3 белый конь · a2 белая пешка · b2 белая пешка · d2 белый конь · e2 белый слон · f2 белая пешка · g2 белая пешка · h2 белая пешка · a1 белая ладья · d1 белый ферзь · f1 белая ладья · g1 белый король \| a8 чёрная ладья · e8 чёрный король · h8 чёрная ладья · a7 чёрная пешка · b7 чёрная пешка · c7 чёрная пешка · e7 чёрный ферзь · f7 чёрная пешка · h7 чёрная пешка · b6 чёрный конь · c6 чёрный конь · d6 чёрная пешка · f6 чёрный слон · g6 чёрная пешка · h6 белый слон · c4 белая пешка · d4 белая пешка · g4 чёрный слон · f3 белый конь · a2 белая пешка · b2 белая пешка · d2 белый конь · e2 белый слон · f2 белая пешка · g2 белая пешка · h2 белая пешка · a1 белая ладья · d1 белый ферзь · f1 белая ладья · g1 белый король \| a8 чёрная ладья · e8 чёрный король · h8 чёрная ладья · a7 чёрная пешка · b7 чёрная пешка · c7 чёрная пешка · e7 чёрный ферзь · f7 чёрная пешка · h7 чёрная пешка · b6 чёрный конь · c6 чёрный конь · d6 чёрная пешка · f6 чёрный слон · g6 чёрная пешка · h6 белый слон · c4 белая пешка · d4 белая пешка · g4 чёрный слон · f3 белый конь · a2 белая пешка · b2 белая пешка · d2 белый конь · e2 белый слон · f2 белая пешка · g2 белая пешка · h2 белая пешка · a1 белая ладья · d1 белый ферзь · f1 белая ладья · g1 белый король \| a8 чёрная ладья · e8 чёрный король · h8 чёрная ладья · a7 чёрная пешка · b7 чёрная пешка · c7 чёрная пешка · e7 чёрный ферзь · f7 чёрная пешка · h7 чёрная пешка · b6 чёрный конь · c6 чёрный конь · d6 чёрная пешка · f6 чёрный слон · g6 чёрная пешка · h6 белый слон · c4 белая пешка · d4 белая пешка · g4 чёрный слон · f3 белый конь · a2 белая пешка · b2 белая пешка · d2 белый конь · e2 белый слон · f2 белая пешка · g2 белая пешка · h2 белая пешка · a1 белая ладья · d1 белый ферзь · f1 белая ладья · g1 белый король \| a8 чёрная ладья · e8 чёрный король · h8 чёрная ладья · a7 чёрная пешка · b7 чёрная пешка · c7 чёрная пешка · e7 чёрный ферзь · f7 чёрная пешка · h7 чёрная пешка · b6 чёрный конь · c6 чёрный конь · d6 чёрная пешка · f6 чёрный слон · g6 чёрная пешка · h6 белый слон · c4 белая пешка · d4 белая пешка · g4 чёрный слон · f3 белый конь · a2 белая пешка · b2 белая пешка · d2 белый конь · e2 белый слон · f2 белая пешка · g2 белая пешка · h2 белая пешка · a1 белая ладья · d1 белый ферзь · f1 белая ладья · g1 белый король \| a8 чёрная ладья · e8 чёрный король · h8 чёрная ладья · a7 чёрная пешка · b7 чёрная пешка · c7 чёрная пешка · e7 чёрный ферзь · f7 чёрная пешка · h7 чёрная пешка · b6 чёрный конь · c6 чёрный конь · d6 чёрная пешка · f6 чёрный слон · g6 чёрная пешка · h6 белый слон · c4 белая пешка · d4 белая пешка · g4 чёрный слон · f3 белый конь · a2 белая пешка · b2 белая пешка · d2 белый конь · e2 белый слон · f2 белая пешка · g2 белая пешка · h2 белая пешка · a1 белая ладья · d1 белый ферзь · f1 белая ладья · g1 белый король \| a8 чёрная ладья · e8 чёрный король · h8 чёрная ладья · a7 чёрная пешка · b7 чёрная пешка · c7 чёрная пешка · e7 чёрный ферзь · f7 чёрная пешка · h7 чёрная пешка · b6 чёрный конь · c6 чёрный конь · d6 чёрная пешка · f6 чёрный слон · g6 чёрная пешка · h6 белый слон · c4 белая пешка · d4 белая пешка · g4 чёрный слон · f3 белый конь · a2 белая пешка · b2 белая пешка · d2 белый конь · e2 белый слон · f2 белая пешка · g2 белая пешка · h2 белая пешка · a1 белая ладья · d1 белый ферзь · f1 белая ладья · g1 белый король \| a8 чёрная ладья · e8 чёрный король · h8 чёрная ладья · a7 чёрная пешка · b7 чёрная пешка · c7 чёрная пешка · e7 чёрный ферзь · f7 чёрная пешка · h7 чёрная пешка · b6 чёрный конь · c6 чёрный конь · d6 чёрная пешка · f6 чёрный слон · g6 чёрная пешка · h6 белый слон · c4 белая пешка · d4 белая пешка · g4 чёрный слон · f3 белый конь · a2 белая пешка · b2 белая пешка · d2 белый конь · e2 белый слон · f2 белая пешка · g2 белая пешка · h2 белая пешка · a1 белая ладья · d1 белый ферзь · f1 белая ладья · g1 белый король \| 7 \| \| 6 \| a8 чёрная ладья · e8 чёрный король · h8 чёрная ладья · a7 чёрная пешка · b7 чёрная пешка · c7 чёрная пешка · e7 чёрный ферзь · f7 чёрная пешка · h7 чёрная пешка · b6 чёрный конь · c6 чёрный конь · d6 чёрная пешка · f6 чёрный слон · g6 чёрная пешка · h6 белый слон · c4 белая пешка · d4 белая пешка · g4 чёрный слон · f3 белый конь · a2 белая пешка · b2 белая пешка · d2 белый конь · e2 белый слон · f2 белая пешка · g2 белая пешка · h2 белая пешка · a1 белая ладья · d1 белый ферзь · f1 белая ладья · g1 белый король \| a8 чёрная ладья · e8 чёрный король · h8 чёрная ладья · a7 чёрная пешка · b7 чёрная пешка · c7 чёрная пешка · e7 чёрный ферзь · f7 чёрная пешка · h7 чёрная пешка · b6 чёрный конь · c6 чёрный конь · d6 чёрная пешка · f6 чёрный слон · g6 чёрная пешка · h6 белый слон · c4 белая пешка · d4 белая пешка · g4 чёрный слон · f3 белый конь · a2 белая пешка · b2 белая пешка · d2 белый конь · e2 белый слон · f2 белая пешка · g2 белая пешка · h2 белая пешка · a1 белая ладья · d1 белый ферзь · f1 белая ладья · g1 белый король \| a8 чёрная ладья · e8 чёрный король · h8 чёрная ладья · a7 чёрная пешка · b7 чёрная пешка · c7 чёрная пешка · e7 чёрный ферзь · f7 чёрная пешка · h7 чёрная пешка · b6 чёрный конь · c6 чёрный конь · d6 чёрная пешка · f6 чёрный слон · g6 чёрная пешка · h6 белый слон · c4 белая пешка · d4 белая пешка · g4 чёрный слон · f3 белый конь · a2 белая пешка · b2 белая пешка · d2 белый конь · e2 белый слон · f2 белая пешка · g2 белая пешка · h2 белая пешка · a1 белая ладья · d1 белый ферзь · f1 белая ладья · g1 белый король \| a8 чёрная ладья · e8 чёрный король · h8 чёрная ладья · a7 чёрная пешка · b7 чёрная пешка · c7 чёрная пешка · e7 чёрный ферзь · f7 чёрная пешка · h7 чёрная пешка · b6 чёрный конь · c6 чёрный конь · d6 чёрная пешка · f6 чёрный слон · g6 чёрная пешка · h6 белый слон · c4 белая пешка · d4 белая пешка · g4 чёрный слон · f3 белый конь · a2 белая пешка · b2 белая пешка · d2 белый конь · e2 белый слон · f2 белая пешка · g2 белая пешка · h2 белая пешка · a1 белая ладья · d1 белый ферзь · f1 белая ладья · g1 белый король \| a8 чёрная ладья · e8 чёрный король · h8 чёрная ладья · a7 чёрная пешка · b7 чёрная пешка · c7 чёрная пешка · e7 чёрный ферзь · f7 чёрная пешка · h7 чёрная пешка · b6 чёрный конь · c6 чёрный конь · d6 чёрная пешка · f6 чёрный слон · g6 чёрная пешка · h6 белый слон · c4 белая пешка · d4 белая пешка · g4 чёрный слон · f3 белый конь · a2 белая пешка · b2 белая пешка · d2 белый конь · e2 белый слон · f2 белая пешка · g2 белая пешка · h2 белая пешка · a1 белая ладья · d1 белый ферзь · f1 белая ладья · g1 белый король \| a8 чёрная ладья · e8 чёрный король · h8 чёрная ладья · a7 чёрная пешка · b7 чёрная пешка · c7 чёрная пешка · e7 чёрный ферзь · f7 чёрная пешка · h7 чёрная пешка · b6 чёрный конь · c6 чёрный конь · d6 чёрная пешка · f6 чёрный слон · g6 чёрная пешка · h6 белый слон · c4 белая пешка · d4 белая пешка · g4 чёрный слон · f3 белый конь · a2 белая пешка · b2 белая пешка · d2 белый конь · e2 белый слон · f2 белая пешка · g2 белая пешка · h2 белая пешка · a1 белая ладья · d1 белый ферзь · f1 белая ладья · g1 белый король \| a8 чёрная ладья · e8 чёрный король · h8 чёрная ладья · a7 чёрная пешка · b7 чёрная пешка · c7 чёрная пешка · e7 чёрный ферзь · f7 чёрная пешка · h7 чёрная пешка · b6 чёрный конь · c6 чёрный конь · d6 чёрная пешка · f6 чёрный слон · g6 чёрная пешка · h6 белый слон · c4 белая пешка · d4 белая пешка · g4 чёрный слон · f3 белый конь · a2 белая пешка · b2 белая пешка · d2 белый конь · e2 белый слон · f2 белая пешка · g2 белая пешка · h2 белая пешка · a1 белая ладья · d1 белый ферзь · f1 белая ладья · g1 белый король \| a8 чёрная ладья · e8 чёрный король · h8 чёрная ладья · a7 чёрная пешка · b7 чёрная пешка · c7 чёрная пешка · e7 чёрный ферзь · f7 чёрная пешка · h7 чёрная пешка · b6 чёрный конь · c6 чёрный конь · d6 чёрная пешка · f6 чёрный слон · g6 чёрная пешка · h6 белый слон · c4 белая пешка · d4 белая пешка · g4 чёрный слон · f3 белый конь · a2 белая пешка · b2 белая пешка · d2 белый конь · e2 белый слон · f2 белая пешка · g2 белая пешка · h2 белая пешка · a1 белая ладья · d1 белый ферзь · f1 белая ладья · g1 белый король \| 6 \| \| 5 \| a8 чёрная ладья · e8 чёрный король · h8 чёрная ладья · a7 чёрная пешка · b7 чёрная пешка · c7 чёрная пешка · e7 чёрный ферзь · f7 чёрная пешка · h7 чёрная пешка · b6 чёрный конь · c6 чёрный конь · d6 чёрная пешка · f6 чёрный слон · g6 чёрная пешка · h6 белый слон · c4 белая пешка · d4 белая пешка · g4 чёрный слон · f3 белый конь · a2 белая пешка · b2 белая пешка · d2 белый конь · e2 белый слон · f2 белая пешка · g2 белая пешка · h2 белая пешка · a1 белая ладья · d1 белый ферзь · f1 белая ладья · g1 белый король \| a8 чёрная ладья · e8 чёрный король · h8 чёрная ладья · a7 чёрная пешка · b7 чёрная пешка · c7 чёрная пешка · e7 чёрный ферзь · f7 чёрная пешка · h7 чёрная пешка · b6 чёрный конь · c6 чёрный конь · d6 чёрная пешка · f6 чёрный слон · g6 чёрная пешка · h6 белый слон · c4 белая пешка · d4 белая пешка · g4 чёрный слон · f3 белый конь · a2 белая пешка · b2 белая пешка · d2 белый конь · e2 белый слон · f2 белая пешка · g2 белая пешка · h2 белая пешка · a1 белая ладья · d1 белый ферзь · f1 белая ладья · g1 белый король \| a8 чёрная ладья · e8 чёрный король · h8 чёрная ладья · a7 чёрная пешка · b7 чёрная пешка · c7 чёрная пешка · e7 чёрный ферзь · f7 чёрная пешка · h7 чёрная пешка · b6 чёрный конь · c6 чёрный конь · d6 чёрная пешка · f6 чёрный слон · g6 чёрная пешка · h6 белый слон · c4 белая пешка · d4 белая пешка · g4 чёрный слон · f3 белый конь · a2 белая пешка · b2 белая пешка · d2 белый конь · e2 белый слон · f2 белая пешка · g2 белая пешка · h2 белая пешка · a1 белая ладья · d1 белый ферзь · f1 белая ладья · g1 белый король \| a8 чёрная ладья · e8 чёрный король · h8 чёрная ладья · a7 чёрная пешка · b7 чёрная пешка · c7 чёрная пешка · e7 чёрный ферзь · f7 чёрная пешка · h7 чёрная пешка · b6 чёрный конь · c6 чёрный конь · d6 чёрная пешка · f6 чёрный слон · g6 чёрная пешка · h6 белый слон · c4 белая пешка · d4 белая пешка · g4 чёрный слон · f3 белый конь · a2 белая пешка · b2 белая пешка · d2 белый конь · e2 белый слон · f2 белая пешка · g2 белая пешка · h2 белая пешка · a1 белая ладья · d1 белый ферзь · f1 белая ладья · g1 белый король \| a8 чёрная ладья · e8 чёрный король · h8 чёрная ладья · a7 чёрная пешка · b7 чёрная пешка · c7 чёрная пешка · e7 чёрный ферзь · f7 чёрная пешка · h7 чёрная пешка · b6 чёрный конь · c6 чёрный конь · d6 чёрная пешка · f6 чёрный слон · g6 чёрная пешка · h6 белый слон · c4 белая пешка · d4 белая пешка · g4 чёрный слон · f3 белый конь · a2 белая пешка · b2 белая пешка · d2 белый конь · e2 белый слон · f2 белая пешка · g2 белая пешка · h2 белая пешка · a1 белая ладья · d1 белый ферзь · f1 белая ладья · g1 белый король \| a8 чёрная ладья · e8 чёрный король · h8 чёрная ладья · a7 чёрная пешка · b7 чёрная пешка · c7 чёрная пешка · e7 чёрный ферзь · f7 чёрная пешка · h7 чёрная пешка · b6 чёрный конь · c6 чёрный конь · d6 чёрная пешка · f6 чёрный слон · g6 чёрная пешка · h6 белый слон · c4 белая пешка · d4 белая пешка · g4 чёрный слон · f3 белый конь · a2 белая пешка · b2 белая пешка · d2 белый конь · e2 белый слон · f2 белая пешка · g2 белая пешка · h2 белая пешка · a1 белая ладья · d1 белый ферзь · f1 белая ладья · g1 белый король \| a8 чёрная ладья · e8 чёрный король · h8 чёрная ладья · a7 чёрная пешка · b7 чёрная пешка · c7 чёрная пешка · e7 чёрный ферзь · f7 чёрная пешка · h7 чёрная пешка · b6 чёрный конь · c6 чёрный конь · d6 чёрная пешка · f6 чёрный слон · g6 чёрная пешка · h6 белый слон · c4 белая пешка · d4 белая пешка · g4 чёрный слон · f3 белый конь · a2 белая пешка · b2 белая пешка · d2 белый конь · e2 белый слон · f2 белая пешка · g2 белая пешка · h2 белая пешка · a1 белая ладья · d1 белый ферзь · f1 белая ладья · g1 белый король \| a8 чёрная ладья · e8 чёрный король · h8 чёрная ладья · a7 чёрная пешка · b7 чёрная пешка · c7 чёрная пешка · e7 чёрный ферзь · f7 чёрная пешка · h7 чёрная пешка · b6 чёрный конь · c6 чёрный конь · d6 чёрная пешка · f6 чёрный слон · g6 чёрная пешка · h6 белый слон · c4 белая пешка · d4 белая пешка · g4 чёрный слон · f3 белый конь · a2 белая пешка · b2 белая пешка · d2 белый конь · e2 белый слон · f2 белая пешка · g2 белая пешка · h2 белая пешка · a1 белая ладья · d1 белый ферзь · f1 белая ладья · g1 белый король \| 5 \| \| 4 \| a8 чёрная ладья · e8 чёрный король · h8 чёрная ладья · a7 чёрная пешка · b7 чёрная пешка · c7 чёрная пешка · e7 чёрный ферзь · f7 чёрная пешка · h7 чёрная пешка · b6 чёрный конь · c6 чёрный конь · d6 чёрная пешка · f6 чёрный слон · g6 чёрная пешка · h6 белый слон · c4 белая пешка · d4 белая пешка · g4 чёрный слон · f3 белый конь · a2 белая пешка · b2 белая пешка · d2 белый конь · e2 белый слон · f2 белая пешка · g2 белая пешка · h2 белая пешка · a1 белая ладья · d1 белый ферзь · f1 белая ладья · g1 белый король \| a8 чёрная ладья · e8 чёрный король · h8 чёрная ладья · a7 чёрная пешка · b7 чёрная пешка · c7 чёрная пешка · e7 чёрный ферзь · f7 чёрная пешка · h7 чёрная пешка · b6 чёрный конь · c6 чёрный конь · d6 чёрная пешка · f6 чёрный слон · g6 чёрная пешка · h6 белый слон · c4 белая пешка · d4 белая пешка · g4 чёрный слон · f3 белый конь · a2 белая пешка · b2 белая пешка · d2 белый конь · e2 белый слон · f2 белая пешка · g2 белая пешка · h2 белая пешка · a1 белая ладья · d1 белый ферзь · f1 белая ладья · g1 белый король \| a8 чёрная ладья · e8 чёрный король · h8 чёрная ладья · a7 чёрная пешка · b7 чёрная пешка · c7 чёрная пешка · e7 чёрный ферзь · f7 чёрная пешка · h7 чёрная пешка · b6 чёрный конь · c6 чёрный конь · d6 чёрная пешка · f6 чёрный слон · g6 чёрная пешка · h6 белый слон · c4 белая пешка · d4 белая пешка · g4 чёрный слон · f3 белый конь · a2 белая пешка · b2 белая пешка · d2 белый конь · e2 белый слон · f2 белая пешка · g2 белая пешка · h2 белая пешка · a1 белая ладья · d1 белый ферзь · f1 белая ладья · g1 белый король \| a8 чёрная ладья · e8 чёрный король · h8 чёрная ладья · a7 чёрная пешка · b7 чёрная пешка · c7 чёрная пешка · e7 чёрный ферзь · f7 чёрная пешка · h7 чёрная пешка · b6 чёрный конь · c6 чёрный конь · d6 чёрная пешка · f6 чёрный слон · g6 чёрная пешка · h6 белый слон · c4 белая пешка · d4 белая пешка · g4 чёрный слон · f3 белый конь · a2 белая пешка · b2 белая пешка · d2 белый конь · e2 белый слон · f2 белая пешка · g2 белая пешка · h2 белая пешка · a1 белая ладья · d1 белый ферзь · f1 белая ладья · g1 белый король \| a8 чёрная ладья · e8 чёрный король · h8 чёрная ладья · a7 чёрная пешка · b7 чёрная пешка · c7 чёрная пешка · e7 чёрный ферзь · f7 чёрная пешка · h7 чёрная пешка · b6 чёрный конь · c6 чёрный конь · d6 чёрная пешка · f6 чёрный слон · g6 чёрная пешка · h6 белый слон · c4 белая пешка · d4 белая пешка · g4 чёрный слон · f3 белый конь · a2 белая пешка · b2 белая пешка · d2 белый конь · e2 белый слон · f2 белая пешка · g2 белая пешка · h2 белая пешка · a1 белая ладья · d1 белый ферзь · f1 белая ладья · g1 белый король \| a8 чёрная ладья · e8 чёрный король · h8 чёрная ладья · a7 чёрная пешка · b7 чёрная пешка · c7 чёрная пешка · e7 чёрный ферзь · f7 чёрная пешка · h7 чёрная пешка · b6 чёрный конь · c6 чёрный конь · d6 чёрная пешка · f6 чёрный слон · g6 чёрная пешка · h6 белый слон · c4 белая пешка · d4 белая пешка · g4 чёрный слон · f3 белый конь · a2 белая пешка · b2 белая пешка · d2 белый конь · e2 белый слон · f2 белая пешка · g2 белая пешка · h2 белая пешка · a1 белая ладья · d1 белый ферзь · f1 белая ладья · g1 белый король \| a8 чёрная ладья · e8 чёрный король · h8 чёрная ладья · a7 чёрная пешка · b7 чёрная пешка · c7 чёрная пешка · e7 чёрный ферзь · f7 чёрная пешка · h7 чёрная пешка · b6 чёрный конь · c6 чёрный конь · d6 чёрная пешка · f6 чёрный слон · g6 чёрная пешка · h6 белый слон · c4 белая пешка · d4 белая пешка · g4 чёрный слон · f3 белый конь · a2 белая пешка · b2 белая пешка · d2 белый конь · e2 белый слон · f2 белая пешка · g2 белая пешка · h2 белая пешка · a1 белая ладья · d1 белый ферзь · f1 белая ладья · g1 белый король \| a8 чёрная ладья · e8 чёрный король · h8 чёрная ладья · a7 чёрная пешка · b7 чёрная пешка · c7 чёрная пешка · e7 чёрный ферзь · f7 чёрная пешка · h7 чёрная пешка · b6 чёрный конь · c6 чёрный конь · d6 чёрная пешка · f6 чёрный слон · g6 чёрная пешка · h6 белый слон · c4 белая пешка · d4 белая пешка · g4 чёрный слон · f3 белый конь · a2 белая пешка · b2 белая пешка · d2 белый конь · e2 белый слон · f2 белая пешка · g2 белая пешка · h2 белая пешка · a1 белая ладья · d1 белый ферзь · f1 белая ладья · g1 белый король \| 4 \| \| 3 \| a8 чёрная ладья · e8 чёрный король · h8 чёрная ладья · a7 чёрная пешка · b7 чёрная пешка · c7 чёрная пешка · e7 чёрный ферзь · f7 чёрная пешка · h7 чёрная пешка · b6 чёрный конь · c6 чёрный конь · d6 чёрная пешка · f6 чёрный слон · g6 чёрная пешка · h6 белый слон · c4 белая пешка · d4 белая пешка · g4 чёрный слон · f3 белый конь · a2 белая пешка · b2 белая пешка · d2 белый конь · e2 белый слон · f2 белая пешка · g2 белая пешка · h2 белая пешка · a1 белая ладья · d1 белый ферзь · f1 белая ладья · g1 белый король \| a8 чёрная ладья · e8 чёрный король · h8 чёрная ладья · a7 чёрная пешка · b7 чёрная пешка · c7 чёрная пешка · e7 чёрный ферзь · f7 чёрная пешка · h7 чёрная пешка · b6 чёрный конь · c6 чёрный конь · d6 чёрная пешка · f6 чёрный слон · g6 чёрная пешка · h6 белый слон · c4 белая пешка · d4 белая пешка · g4 чёрный слон · f3 белый конь · a2 белая пешка · b2 белая пешка · d2 белый конь · e2 белый слон · f2 белая пешка · g2 белая пешка · h2 белая пешка · a1 белая ладья · d1 белый ферзь · f1 белая ладья · g1 белый король \| a8 чёрная ладья · e8 чёрный король · h8 чёрная ладья · a7 чёрная пешка · b7 чёрная пешка · c7 чёрная пешка · e7 чёрный ферзь · f7 чёрная пешка · h7 чёрная пешка · b6 чёрный конь · c6 чёрный конь · d6 чёрная пешка · f6 чёрный слон · g6 чёрная пешка · h6 белый слон · c4 белая пешка · d4 белая пешка · g4 чёрный слон · f3 белый конь · a2 белая пешка · b2 белая пешка · d2 белый конь · e2 белый слон · f2 белая пешка · g2 белая пешка · h2 белая пешка · a1 белая ладья · d1 белый ферзь · f1 белая ладья · g1 белый король \| a8 чёрная ладья · e8 чёрный король · h8 чёрная ладья · a7 чёрная пешка · b7 чёрная пешка · c7 чёрная пешка · e7 чёрный ферзь · f7 чёрная пешка · h7 чёрная пешка · b6 чёрный конь · c6 чёрный конь · d6 чёрная пешка · f6 чёрный слон · g6 чёрная пешка · h6 белый слон · c4 белая пешка · d4 белая пешка · g4 чёрный слон · f3 белый конь · a2 белая пешка · b2 белая пешка · d2 белый конь · e2 белый слон · f2 белая пешка · g2 белая пешка · h2 белая пешка · a1 белая ладья · d1 белый ферзь · f1 белая ладья · g1 белый король \| a8 чёрная ладья · e8 чёрный король · h8 чёрная ладья · a7 чёрная пешка · b7 чёрная пешка · c7 чёрная пешка · e7 чёрный ферзь · f7 чёрная пешка · h7 чёрная пешка · b6 чёрный конь · c6 чёрный конь · d6 чёрная пешка · f6 чёрный слон · g6 чёрная пешка · h6 белый слон · c4 белая пешка · d4 белая пешка · g4 чёрный слон · f3 белый конь · a2 белая пешка · b2 белая пешка · d2 белый конь · e2 белый слон · f2 белая пешка · g2 белая пешка · h2 белая пешка · a1 белая ладья · d1 белый ферзь · f1 белая ладья · g1 белый король \| a8 чёрная ладья · e8 чёрный король · h8 чёрная ладья · a7 чёрная пешка · b7 чёрная пешка · c7 чёрная пешка · e7 чёрный ферзь · f7 чёрная пешка · h7 чёрная пешка · b6 чёрный конь · c6 чёрный конь · d6 чёрная пешка · f6 чёрный слон · g6 чёрная пешка · h6 белый слон · c4 белая пешка · d4 белая пешка · g4 чёрный слон · f3 белый конь · a2 белая пешка · b2 белая пешка · d2 белый конь · e2 белый слон · f2 белая пешка · g2 белая пешка · h2 белая пешка · a1 белая ладья · d1 белый ферзь · f1 белая ладья · g1 белый король \| a8 чёрная ладья · e8 чёрный король · h8 чёрная ладья · a7 чёрная пешка · b7 чёрная пешка · c7 чёрная пешка · e7 чёрный ферзь · f7 чёрная пешка · h7 чёрная пешка · b6 чёрный конь · c6 чёрный конь · d6 чёрная пешка · f6 чёрный слон · g6 чёрная пешка · h6 белый слон · c4 белая пешка · d4 белая пешка · g4 чёрный слон · f3 белый конь · a2 белая пешка · b2 белая пешка · d2 белый конь · e2 белый слон · f2 белая пешка · g2 белая пешка · h2 белая пешка · a1 белая ладья · d1 белый ферзь · f1 белая ладья · g1 белый король \| a8 чёрная ладья · e8 чёрный король · h8 чёрная ладья · a7 чёрная пешка · b7 чёрная пешка · c7 чёрная пешка · e7 чёрный ферзь · f7 чёрная пешка · h7 чёрная пешка · b6 чёрный конь · c6 чёрный конь · d6 чёрная пешка · f6 чёрный слон · g6 чёрная пешка · h6 белый слон · c4 белая пешка · d4 белая пешка · g4 чёрный слон · f3 белый конь · a2 белая пешка · b2 белая пешка · d2 белый конь · e2 белый слон · f2 белая пешка · g2 белая пешка · h2 белая пешка · a1 белая ладья · d1 белый ферзь · f1 белая ладья · g1 белый король \| 3 \| \| 2 \| a8 чёрная ладья · e8 чёрный король · h8 чёрная ладья · a7 чёрная пешка · b7 чёрная пешка · c7 чёрная пешка · e7 чёрный ферзь · f7 чёрная пешка · h7 чёрная пешка · b6 чёрный конь · c6 чёрный конь · d6 чёрная пешка · f6 чёрный слон · g6 чёрная пешка · h6 белый слон · c4 белая пешка · d4 белая пешка · g4 чёрный слон · f3 белый конь · a2 белая пешка · b2 белая пешка · d2 белый конь · e2 белый слон · f2 белая пешка · g2 белая пешка · h2 белая пешка · a1 белая ладья · d1 белый ферзь · f1 белая ладья · g1 белый король \| a8 чёрная ладья · e8 чёрный король · h8 чёрная ладья · a7 чёрная пешка · b7 чёрная пешка · c7 чёрная пешка · e7 чёрный ферзь · f7 чёрная пешка · h7 чёрная пешка · b6 чёрный конь · c6 чёрный конь · d6 чёрная пешка · f6 чёрный слон · g6 чёрная пешка · h6 белый слон · c4 белая пешка · d4 белая пешка · g4 чёрный слон · f3 белый конь · a2 белая пешка · b2 белая пешка · d2 белый конь · e2 белый слон · f2 белая пешка · g2 белая пешка · h2 белая пешка · a1 белая ладья · d1 белый ферзь · f1 белая ладья · g1 белый король \| a8 чёрная ладья · e8 чёрный король · h8 чёрная ладья · a7 чёрная пешка · b7 чёрная пешка · c7 чёрная пешка · e7 чёрный ферзь · f7 чёрная пешка · h7 чёрная пешка · b6 чёрный конь · c6 чёрный конь · d6 чёрная пешка · f6 чёрный слон · g6 чёрная пешка · h6 белый слон · c4 белая пешка · d4 белая пешка · g4 чёрный слон · f3 белый конь · a2 белая пешка · b2 белая пешка · d2 белый конь · e2 белый слон · f2 белая пешка · g2 белая пешка · h2 белая пешка · a1 белая ладья · d1 белый ферзь · f1 белая ладья · g1 белый король \| a8 чёрная ладья · e8 чёрный король · h8 чёрная ладья · a7 чёрная пешка · b7 чёрная пешка · c7 чёрная пешка · e7 чёрный ферзь · f7 чёрная пешка · h7 чёрная пешка · b6 чёрный конь · c6 чёрный конь · d6 чёрная пешка · f6 чёрный слон · g6 чёрная пешка · h6 белый слон · c4 белая пешка · d4 белая пешка · g4 чёрный слон · f3 белый конь · a2 белая пешка · b2 белая пешка · d2 белый конь · e2 белый слон · f2 белая пешка · g2 белая пешка · h2 белая пешка · a1 белая ладья · d1 белый ферзь · f1 белая ладья · g1 белый король \| a8 чёрная ладья · e8 чёрный король · h8 чёрная ладья · a7 чёрная пешка · b7 чёрная пешка · c7 чёрная пешка · e7 чёрный ферзь · f7 чёрная пешка · h7 чёрная пешка · b6 чёрный конь · c6 чёрный конь · d6 чёрная пешка · f6 чёрный слон · g6 чёрная пешка · h6 белый слон · c4 белая пешка · d4 белая пешка · g4 чёрный слон · f3 белый конь · a2 белая пешка · b2 белая пешка · d2 белый конь · e2 белый слон · f2 белая пешка · g2 белая пешка · h2 белая пешка · a1 белая ладья · d1 белый ферзь · f1 белая ладья · g1 белый король \| a8 чёрная ладья · e8 чёрный король · h8 чёрная ладья · a7 чёрная пешка · b7 чёрная пешка · c7 чёрная пешка · e7 чёрный ферзь · f7 чёрная пешка · h7 чёрная пешка · b6 чёрный конь · c6 чёрный конь · d6 чёрная пешка · f6 чёрный слон · g6 чёрная пешка · h6 белый слон · c4 белая пешка · d4 белая пешка · g4 чёрный слон · f3 белый конь · a2 белая пешка · b2 белая пешка · d2 белый конь · e2 белый слон · f2 белая пешка · g2 белая пешка · h2 белая пешка · a1 белая ладья · d1 белый ферзь · f1 белая ладья · g1 белый король \| a8 чёрная ладья · e8 чёрный король · h8 чёрная ладья · a7 чёрная пешка · b7 чёрная пешка · c7 чёрная пешка · e7 чёрный ферзь · f7 чёрная пешка · h7 чёрная пешка · b6 чёрный конь · c6 чёрный конь · d6 чёрная пешка · f6 чёрный слон · g6 чёрная пешка · h6 белый слон · c4 белая пешка · d4 белая пешка · g4 чёрный слон · f3 белый конь · a2 белая пешка · b2 белая пешка · d2 белый конь · e2 белый слон · f2 белая пешка · g2 белая пешка · h2 белая пешка · a1 белая ладья · d1 белый ферзь · f1 белая ладья · g1 белый король \| a8 чёрная ладья · e8 чёрный король · h8 чёрная ладья · a7 чёрная пешка · b7 чёрная пешка · c7 чёрная пешка · e7 чёрный ферзь · f7 чёрная пешка · h7 чёрная пешка · b6 чёрный конь · c6 чёрный конь · d6 чёрная пешка · f6 чёрный слон · g6 чёрная пешка · h6 белый слон · c4 белая пешка · d4 белая пешка · g4 чёрный слон · f3 белый конь · a2 белая пешка · b2 белая пешка · d2 белый конь · e2 белый слон · f2 белая пешка · g2 белая пешка · h2 белая пешка · a1 белая ладья · d1 белый ферзь · f1 белая ладья · g1 белый король \| 2 \| \| 1 \| a8 чёрная ладья · e8 чёрный король · h8 чёрная ладья · a7 чёрная пешка · b7 чёрная пешка · c7 чёрная пешка · e7 чёрный ферзь · f7 чёрная пешка · h7 чёрная пешка · b6 чёрный конь · c6 чёрный конь · d6 чёрная пешка · f6 чёрный слон · g6 чёрная пешка · h6 белый слон · c4 белая пешка · d4 белая пешка · g4 чёрный слон · f3 белый конь · a2 белая пешка · b2 белая пешка · d2 белый конь · e2 белый слон · f2 белая пешка · g2 белая пешка · h2 белая пешка · a1 белая ладья · d1 белый ферзь · f1 белая ладья · g1 белый король \| a8 чёрная ладья · e8 чёрный король · h8 чёрная ладья · a7 чёрная пешка · b7 чёрная пешка · c7 чёрная пешка · e7 чёрный ферзь · f7 чёрная пешка · h7 чёрная пешка · b6 чёрный конь · c6 чёрный конь · d6 чёрная пешка · f6 чёрный слон · g6 чёрная пешка · h6 белый слон · c4 белая пешка · d4 белая пешка · g4 чёрный слон · f3 белый конь · a2 белая пешка · b2 белая пешка · d2 белый конь · e2 белый слон · f2 белая пешка · g2 белая пешка · h2 белая пешка · a1 белая ладья · d1 белый ферзь · f1 белая ладья · g1 белый король \| a8 чёрная ладья · e8 чёрный король · h8 чёрная ладья · a7 чёрная пешка · b7 чёрная пешка · c7 чёрная пешка · e7 чёрный ферзь · f7 чёрная пешка · h7 чёрная пешка · b6 чёрный конь · c6 чёрный конь · d6 чёрная пешка · f6 чёрный слон · g6 чёрная пешка · h6 белый слон · c4 белая пешка · d4 белая пешка · g4 чёрный слон · f3 белый конь · a2 белая пешка · b2 белая пешка · d2 белый конь · e2 белый слон · f2 белая пешка · g2 белая пешка · h2 белая пешка · a1 белая ладья · d1 белый ферзь · f1 белая ладья · g1 белый король \| a8 чёрная ладья · e8 чёрный король · h8 чёрная ладья · a7 чёрная пешка · b7 чёрная пешка · c7 чёрная пешка · e7 чёрный ферзь · f7 чёрная пешка · h7 чёрная пешка · b6 чёрный конь · c6 чёрный конь · d6 чёрная пешка · f6 чёрный слон · g6 чёрная пешка · h6 белый слон · c4 белая пешка · d4 белая пешка · g4 чёрный слон · f3 белый конь · a2 белая пешка · b2 белая пешка · d2 белый конь · e2 белый слон · f2 белая пешка · g2 белая пешка · h2 белая пешка · a1 белая ладья · d1 белый ферзь · f1 белая ладья · g1 белый король \| a8 чёрная ладья · e8 чёрный король · h8 чёрная ладья · a7 чёрная пешка · b7 чёрная пешка · c7 чёрная пешка · e7 чёрный ферзь · f7 чёрная пешка · h7 чёрная пешка · b6 чёрный конь · c6 чёрный конь · d6 чёрная пешка · f6 чёрный слон · g6 чёрная пешка · h6 белый слон · c4 белая пешка · d4 белая пешка · g4 чёрный слон · f3 белый конь · a2 белая пешка · b2 белая пешка · d2 белый конь · e2 белый слон · f2 белая пешка · g2 белая пешка · h2 белая пешка · a1 белая ладья · d1 белый ферзь · f1 белая ладья · g1 белый король \| a8 чёрная ладья · e8 чёрный король · h8 чёрная ладья · a7 чёрная пешка · b7 чёрная пешка · c7 чёрная пешка · e7 чёрный ферзь · f7 чёрная пешка · h7 чёрная пешка · b6 чёрный конь · c6 чёрный конь · d6 чёрная пешка · f6 чёрный слон · g6 чёрная пешка · h6 белый слон · c4 белая пешка · d4 белая пешка · g4 чёрный слон · f3 белый конь · a2 белая пешка · b2 белая пешка · d2 белый конь · e2 белый слон · f2 белая пешка · g2 белая пешка · h2 белая пешка · a1 белая ладья · d1 белый ферзь · f1 белая ладья · g1 белый король \| a8 чёрная ладья · e8 чёрный король · h8 чёрная ладья · a7 чёрная пешка · b7 чёрная пешка · c7 чёрная пешка · e7 чёрный ферзь · f7 чёрная пешка · h7 чёрная пешка · b6 чёрный конь · c6 чёрный конь · d6 чёрная пешка · f6 чёрный слон · g6 чёрная пешка · h6 белый слон · c4 белая пешка · d4 белая пешка · g4 чёрный слон · f3 белый конь · a2 белая пешка · b2 белая пешка · d2 белый конь · e2 белый слон · f2 белая пешка · g2 белая пешка · h2 белая пешка · a1 белая ладья · d1 белый ферзь · f1 белая ладья · g1 белый король \| a8 чёрная ладья · e8 чёрный король · h8 чёрная ладья · a7 чёрная пешка · b7 чёрная пешка · c7 чёрная пешка · e7 чёрный ферзь · f7 чёрная пешка · h7 чёрная пешка · b6 чёрный конь · c6 чёрный конь · d6 чёрная пешка · f6 чёрный слон · g6 чёрная пешка · h6 белый слон · c4 белая пешка · d4 белая пешка · g4 чёрный слон · f3 белый конь · a2 белая пешка · b2 белая пешка · d2 белый конь · e2 белый слон · f2 белая пешка · g2 белая пешка · h2 белая пешка · a1 белая ладья · d1 белый ферзь · f1 белая ладья · g1 белый король \| 1 \| \| \| a \| b \| c \| d \| e \| f \| g \| h \| \|В. Шияновский (Киев) — Л. Штейн (Львов) | | | Была разыграна защита Алехина, где белые пошли на известное продолжение Bc1-g5, Bf6 и Bh6, лишая чёрных рокировки (диаграмма) 12. c5! dxc5 13. dxc5 Nd7 14. Qa4! Be6 15. Bb5 Qxc5 16. Ne4 Qf5 17. Nxf6+ Qxf6 18. Bxc6 bxc6 19. Qxc6 Rb8 20. Rad1 Rb6 21. Qxc7 Qd8 22. Qxa7 Qb8 23. Rxd7! Bxd7 24. Re1+ Kd8 (24… Be6 25. Rxe6+ fxe6 26. Qg7) 27. Qa5 Kc8 28. Bf4 Qb7 29. Qc3+ 1-0 | | | | | |   |
| | a | b | c | d | e | f | g | h |   |
| 8 | a8 чёрная ладья · e8 чёрный король · h8 чёрная ладья · a7 чёрная пешка · b7 чёрная пешка · c7 чёрная пешка · e7 чёрный ферзь · f7 чёрная пешка · h7 чёрная пешка · b6 чёрный конь · c6 чёрный конь · d6 чёрная пешка · f6 чёрный слон · g6 чёрная пешка · h6 белый слон · c4 белая пешка · d4 белая пешка · g4 чёрный слон · f3 белый конь · a2 белая пешка · b2 белая пешка · d2 белый конь · e2 белый слон · f2 белая пешка · g2 белая пешка · h2 белая пешка · a1 белая ладья · d1 белый ферзь · f1 белая ладья · g1 белый король | a8 чёрная ладья · e8 чёрный король · h8 чёрная ладья · a7 чёрная пешка · b7 чёрная пешка · c7 чёрная пешка · e7 чёрный ферзь · f7 чёрная пешка · h7 чёрная пешка · b6 чёрный конь · c6 чёрный конь · d6 чёрная пешка · f6 чёрный слон · g6 чёрная пешка · h6 белый слон · c4 белая пешка · d4 белая пешка · g4 чёрный слон · f3 белый конь · a2 белая пешка · b2 белая пешка · d2 белый конь · e2 белый слон · f2 белая пешка · g2 белая пешка · h2 белая пешка · a1 белая ладья · d1 белый ферзь · f1 белая ладья · g1 белый король | a8 чёрная ладья · e8 чёрный король · h8 чёрная ладья · a7 чёрная пешка · b7 чёрная пешка · c7 чёрная пешка · e7 чёрный ферзь · f7 чёрная пешка · h7 чёрная пешка · b6 чёрный конь · c6 чёрный конь · d6 чёрная пешка · f6 чёрный слон · g6 чёрная пешка · h6 белый слон · c4 белая пешка · d4 белая пешка · g4 чёрный слон · f3 белый конь · a2 белая пешка · b2 белая пешка · d2 белый конь · e2 белый слон · f2 белая пешка · g2 белая пешка · h2 белая пешка · a1 белая ладья · d1 белый ферзь · f1 белая ладья · g1 белый король | a8 чёрная ладья · e8 чёрный король · h8 чёрная ладья · a7 чёрная пешка · b7 чёрная пешка · c7 чёрная пешка · e7 чёрный ферзь · f7 чёрная пешка · h7 чёрная пешка · b6 чёрный конь · c6 чёрный конь · d6 чёрная пешка · f6 чёрный слон · g6 чёрная пешка · h6 белый слон · c4 белая пешка · d4 белая пешка · g4 чёрный слон · f3 белый конь · a2 белая пешка · b2 белая пешка · d2 белый конь · e2 белый слон · f2 белая пешка · g2 белая пешка · h2 белая пешка · a1 белая ладья · d1 белый ферзь · f1 белая ладья · g1 белый король | a8 чёрная ладья · e8 чёрный король · h8 чёрная ладья · a7 чёрная пешка · b7 чёрная пешка · c7 чёрная пешка · e7 чёрный ферзь · f7 чёрная пешка · h7 чёрная пешка · b6 чёрный конь · c6 чёрный конь · d6 чёрная пешка · f6 чёрный слон · g6 чёрная пешка · h6 белый слон · c4 белая пешка · d4 белая пешка · g4 чёрный слон · f3 белый конь · a2 белая пешка · b2 белая пешка · d2 белый конь · e2 белый слон · f2 белая пешка · g2 белая пешка · h2 белая пешка · a1 белая ладья · d1 белый ферзь · f1 белая ладья · g1 белый король | a8 чёрная ладья · e8 чёрный король · h8 чёрная ладья · a7 чёрная пешка · b7 чёрная пешка · c7 чёрная пешка · e7 чёрный ферзь · f7 чёрная пешка · h7 чёрная пешка · b6 чёрный конь · c6 чёрный конь · d6 чёрная пешка · f6 чёрный слон · g6 чёрная пешка · h6 белый слон · c4 белая пешка · d4 белая пешка · g4 чёрный слон · f3 белый конь · a2 белая пешка · b2 белая пешка · d2 белый конь · e2 белый слон · f2 белая пешка · g2 белая пешка · h2 белая пешка · a1 белая ладья · d1 белый ферзь · f1 белая ладья · g1 белый король | a8 чёрная ладья · e8 чёрный король · h8 чёрная ладья · a7 чёрная пешка · b7 чёрная пешка · c7 чёрная пешка · e7 чёрный ферзь · f7 чёрная пешка · h7 чёрная пешка · b6 чёрный конь · c6 чёрный конь · d6 чёрная пешка · f6 чёрный слон · g6 чёрная пешка · h6 белый слон · c4 белая пешка · d4 белая пешка · g4 чёрный слон · f3 белый конь · a2 белая пешка · b2 белая пешка · d2 белый конь · e2 белый слон · f2 белая пешка · g2 белая пешка · h2 белая пешка · a1 белая ладья · d1 белый ферзь · f1 белая ладья · g1 белый король | a8 чёрная ладья · e8 чёрный король · h8 чёрная ладья · a7 чёрная пешка · b7 чёрная пешка · c7 чёрная пешка · e7 чёрный ферзь · f7 чёрная пешка · h7 чёрная пешка · b6 чёрный конь · c6 чёрный конь · d6 чёрная пешка · f6 чёрный слон · g6 чёрная пешка · h6 белый слон · c4 белая пешка · d4 белая пешка · g4 чёрный слон · f3 белый конь · a2 белая пешка · b2 белая пешка · d2 белый конь · e2 белый слон · f2 белая пешка · g2 белая пешка · h2 белая пешка · a1 белая ладья · d1 белый ферзь · f1 белая ладья · g1 белый король | 8 |
| 7 | a8 чёрная ладья · e8 чёрный король · h8 чёрная ладья · a7 чёрная пешка · b7 чёрная пешка · c7 чёрная пешка · e7 чёрный ферзь · f7 чёрная пешка · h7 чёрная пешка · b6 чёрный конь · c6 чёрный конь · d6 чёрная пешка · f6 чёрный слон · g6 чёрная пешка · h6 белый слон · c4 белая пешка · d4 белая пешка · g4 чёрный слон · f3 белый конь · a2 белая пешка · b2 белая пешка · d2 белый конь · e2 белый слон · f2 белая пешка · g2 белая пешка · h2 белая пешка · a1 белая ладья · d1 белый ферзь · f1 белая ладья · g1 белый король | a8 чёрная ладья · e8 чёрный король · h8 чёрная ладья · a7 чёрная пешка · b7 чёрная пешка · c7 чёрная пешка · e7 чёрный ферзь · f7 чёрная пешка · h7 чёрная пешка · b6 чёрный конь · c6 чёрный конь · d6 чёрная пешка · f6 чёрный слон · g6 чёрная пешка · h6 белый слон · c4 белая пешка · d4 белая пешка · g4 чёрный слон · f3 белый конь · a2 белая пешка · b2 белая пешка · d2 белый конь · e2 белый слон · f2 белая пешка · g2 белая пешка · h2 белая пешка · a1 белая ладья · d1 белый ферзь · f1 белая ладья · g1 белый король | a8 чёрная ладья · e8 чёрный король · h8 чёрная ладья · a7 чёрная пешка · b7 чёрная пешка · c7 чёрная пешка · e7 чёрный ферзь · f7 чёрная пешка · h7 чёрная пешка · b6 чёрный конь · c6 чёрный конь · d6 чёрная пешка · f6 чёрный слон · g6 чёрная пешка · h6 белый слон · c4 белая пешка · d4 белая пешка · g4 чёрный слон · f3 белый конь · a2 белая пешка · b2 белая пешка · d2 белый конь · e2 белый слон · f2 белая пешка · g2 белая пешка · h2 белая пешка · a1 белая ладья · d1 белый ферзь · f1 белая ладья · g1 белый король | a8 чёрная ладья · e8 чёрный король · h8 чёрная ладья · a7 чёрная пешка · b7 чёрная пешка · c7 чёрная пешка · e7 чёрный ферзь · f7 чёрная пешка · h7 чёрная пешка · b6 чёрный конь · c6 чёрный конь · d6 чёрная пешка · f6 чёрный слон · g6 чёрная пешка · h6 белый слон · c4 белая пешка · d4 белая пешка · g4 чёрный слон · f3 белый конь · a2 белая пешка · b2 белая пешка · d2 белый конь · e2 белый слон · f2 белая пешка · g2 белая пешка · h2 белая пешка · a1 белая ладья · d1 белый ферзь · f1 белая ладья · g1 белый король | a8 чёрная ладья · e8 чёрный король · h8 чёрная ладья · a7 чёрная пешка · b7 чёрная пешка · c7 чёрная пешка · e7 чёрный ферзь · f7 чёрная пешка · h7 чёрная пешка · b6 чёрный конь · c6 чёрный конь · d6 чёрная пешка · f6 чёрный слон · g6 чёрная пешка · h6 белый слон · c4 белая пешка · d4 белая пешка · g4 чёрный слон · f3 белый конь · a2 белая пешка · b2 белая пешка · d2 белый конь · e2 белый слон · f2 белая пешка · g2 белая пешка · h2 белая пешка · a1 белая ладья · d1 белый ферзь · f1 белая ладья · g1 белый король | a8 чёрная ладья · e8 чёрный король · h8 чёрная ладья · a7 чёрная пешка · b7 чёрная пешка · c7 чёрная пешка · e7 чёрный ферзь · f7 чёрная пешка · h7 чёрная пешка · b6 чёрный конь · c6 чёрный конь · d6 чёрная пешка · f6 чёрный слон · g6 чёрная пешка · h6 белый слон · c4 белая пешка · d4 белая пешка · g4 чёрный слон · f3 белый конь · a2 белая пешка · b2 белая пешка · d2 белый конь · e2 белый слон · f2 белая пешка · g2 белая пешка · h2 белая пешка · a1 белая ладья · d1 белый ферзь · f1 белая ладья · g1 белый король | a8 чёрная ладья · e8 чёрный король · h8 чёрная ладья · a7 чёрная пешка · b7 чёрная пешка · c7 чёрная пешка · e7 чёрный ферзь · f7 чёрная пешка · h7 чёрная пешка · b6 чёрный конь · c6 чёрный конь · d6 чёрная пешка · f6 чёрный слон · g6 чёрная пешка · h6 белый слон · c4 белая пешка · d4 белая пешка · g4 чёрный слон · f3 белый конь · a2 белая пешка · b2 белая пешка · d2 белый конь · e2 белый слон · f2 белая пешка · g2 белая пешка · h2 белая пешка · a1 белая ладья · d1 белый ферзь · f1 белая ладья · g1 белый король | a8 чёрная ладья · e8 чёрный король · h8 чёрная ладья · a7 чёрная пешка · b7 чёрная пешка · c7 чёрная пешка · e7 чёрный ферзь · f7 чёрная пешка · h7 чёрная пешка · b6 чёрный конь · c6 чёрный конь · d6 чёрная пешка · f6 чёрный слон · g6 чёрная пешка · h6 белый слон · c4 белая пешка · d4 белая пешка · g4 чёрный слон · f3 белый конь · a2 белая пешка · b2 белая пешка · d2 белый конь · e2 белый слон · f2 белая пешка · g2 белая пешка · h2 белая пешка · a1 белая ладья · d1 белый ферзь · f1 белая ладья · g1 белый король | 7 |
| 6 | a8 чёрная ладья · e8 чёрный король · h8 чёрная ладья · a7 чёрная пешка · b7 чёрная пешка · c7 чёрная пешка · e7 чёрный ферзь · f7 чёрная пешка · h7 чёрная пешка · b6 чёрный конь · c6 чёрный конь · d6 чёрная пешка · f6 чёрный слон · g6 чёрная пешка · h6 белый слон · c4 белая пешка · d4 белая пешка · g4 чёрный слон · f3 белый конь · a2 белая пешка · b2 белая пешка · d2 белый конь · e2 белый слон · f2 белая пешка · g2 белая пешка · h2 белая пешка · a1 белая ладья · d1 белый ферзь · f1 белая ладья · g1 белый король | a8 чёрная ладья · e8 чёрный король · h8 чёрная ладья · a7 чёрная пешка · b7 чёрная пешка · c7 чёрная пешка · e7 чёрный ферзь · f7 чёрная пешка · h7 чёрная пешка · b6 чёрный конь · c6 чёрный конь · d6 чёрная пешка · f6 чёрный слон · g6 чёрная пешка · h6 белый слон · c4 белая пешка · d4 белая пешка · g4 чёрный слон · f3 белый конь · a2 белая пешка · b2 белая пешка · d2 белый конь · e2 белый слон · f2 белая пешка · g2 белая пешка · h2 белая пешка · a1 белая ладья · d1 белый ферзь · f1 белая ладья · g1 белый король | a8 чёрная ладья · e8 чёрный король · h8 чёрная ладья · a7 чёрная пешка · b7 чёрная пешка · c7 чёрная пешка · e7 чёрный ферзь · f7 чёрная пешка · h7 чёрная пешка · b6 чёрный конь · c6 чёрный конь · d6 чёрная пешка · f6 чёрный слон · g6 чёрная пешка · h6 белый слон · c4 белая пешка · d4 белая пешка · g4 чёрный слон · f3 белый конь · a2 белая пешка · b2 белая пешка · d2 белый конь · e2 белый слон · f2 белая пешка · g2 белая пешка · h2 белая пешка · a1 белая ладья · d1 белый ферзь · f1 белая ладья · g1 белый король | a8 чёрная ладья · e8 чёрный король · h8 чёрная ладья · a7 чёрная пешка · b7 чёрная пешка · c7 чёрная пешка · e7 чёрный ферзь · f7 чёрная пешка · h7 чёрная пешка · b6 чёрный конь · c6 чёрный конь · d6 чёрная пешка · f6 чёрный слон · g6 чёрная пешка · h6 белый слон · c4 белая пешка · d4 белая пешка · g4 чёрный слон · f3 белый конь · a2 белая пешка · b2 белая пешка · d2 белый конь · e2 белый слон · f2 белая пешка · g2 белая пешка · h2 белая пешка · a1 белая ладья · d1 белый ферзь · f1 белая ладья · g1 белый король | a8 чёрная ладья · e8 чёрный король · h8 чёрная ладья · a7 чёрная пешка · b7 чёрная пешка · c7 чёрная пешка · e7 чёрный ферзь · f7 чёрная пешка · h7 чёрная пешка · b6 чёрный конь · c6 чёрный конь · d6 чёрная пешка · f6 чёрный слон · g6 чёрная пешка · h6 белый слон · c4 белая пешка · d4 белая пешка · g4 чёрный слон · f3 белый конь · a2 белая пешка · b2 белая пешка · d2 белый конь · e2 белый слон · f2 белая пешка · g2 белая пешка · h2 белая пешка · a1 белая ладья · d1 белый ферзь · f1 белая ладья · g1 белый король | a8 чёрная ладья · e8 чёрный король · h8 чёрная ладья · a7 чёрная пешка · b7 чёрная пешка · c7 чёрная пешка · e7 чёрный ферзь · f7 чёрная пешка · h7 чёрная пешка · b6 чёрный конь · c6 чёрный конь · d6 чёрная пешка · f6 чёрный слон · g6 чёрная пешка · h6 белый слон · c4 белая пешка · d4 белая пешка · g4 чёрный слон · f3 белый конь · a2 белая пешка · b2 белая пешка · d2 белый конь · e2 белый слон · f2 белая пешка · g2 белая пешка · h2 белая пешка · a1 белая ладья · d1 белый ферзь · f1 белая ладья · g1 белый король | a8 чёрная ладья · e8 чёрный король · h8 чёрная ладья · a7 чёрная пешка · b7 чёрная пешка · c7 чёрная пешка · e7 чёрный ферзь · f7 чёрная пешка · h7 чёрная пешка · b6 чёрный конь · c6 чёрный конь · d6 чёрная пешка · f6 чёрный слон · g6 чёрная пешка · h6 белый слон · c4 белая пешка · d4 белая пешка · g4 чёрный слон · f3 белый конь · a2 белая пешка · b2 белая пешка · d2 белый конь · e2 белый слон · f2 белая пешка · g2 белая пешка · h2 белая пешка · a1 белая ладья · d1 белый ферзь · f1 белая ладья · g1 белый король | a8 чёрная ладья · e8 чёрный король · h8 чёрная ладья · a7 чёрная пешка · b7 чёрная пешка · c7 чёрная пешка · e7 чёрный ферзь · f7 чёрная пешка · h7 чёрная пешка · b6 чёрный конь · c6 чёрный конь · d6 чёрная пешка · f6 чёрный слон · g6 чёрная пешка · h6 белый слон · c4 белая пешка · d4 белая пешка · g4 чёрный слон · f3 белый конь · a2 белая пешка · b2 белая пешка · d2 белый конь · e2 белый слон · f2 белая пешка · g2 белая пешка · h2 белая пешка · a1 белая ладья · d1 белый ферзь · f1 белая ладья · g1 белый король | 6 |
| 5 | a8 чёрная ладья · e8 чёрный король · h8 чёрная ладья · a7 чёрная пешка · b7 чёрная пешка · c7 чёрная пешка · e7 чёрный ферзь · f7 чёрная пешка · h7 чёрная пешка · b6 чёрный конь · c6 чёрный конь · d6 чёрная пешка · f6 чёрный слон · g6 чёрная пешка · h6 белый слон · c4 белая пешка · d4 белая пешка · g4 чёрный слон · f3 белый конь · a2 белая пешка · b2 белая пешка · d2 белый конь · e2 белый слон · f2 белая пешка · g2 белая пешка · h2 белая пешка · a1 белая ладья · d1 белый ферзь · f1 белая ладья · g1 белый король | a8 чёрная ладья · e8 чёрный король · h8 чёрная ладья · a7 чёрная пешка · b7 чёрная пешка · c7 чёрная пешка · e7 чёрный ферзь · f7 чёрная пешка · h7 чёрная пешка · b6 чёрный конь · c6 чёрный конь · d6 чёрная пешка · f6 чёрный слон · g6 чёрная пешка · h6 белый слон · c4 белая пешка · d4 белая пешка · g4 чёрный слон · f3 белый конь · a2 белая пешка · b2 белая пешка · d2 белый конь · e2 белый слон · f2 белая пешка · g2 белая пешка · h2 белая пешка · a1 белая ладья · d1 белый ферзь · f1 белая ладья · g1 белый король | a8 чёрная ладья · e8 чёрный король · h8 чёрная ладья · a7 чёрная пешка · b7 чёрная пешка · c7 чёрная пешка · e7 чёрный ферзь · f7 чёрная пешка · h7 чёрная пешка · b6 чёрный конь · c6 чёрный конь · d6 чёрная пешка · f6 чёрный слон · g6 чёрная пешка · h6 белый слон · c4 белая пешка · d4 белая пешка · g4 чёрный слон · f3 белый конь · a2 белая пешка · b2 белая пешка · d2 белый конь · e2 белый слон · f2 белая пешка · g2 белая пешка · h2 белая пешка · a1 белая ладья · d1 белый ферзь · f1 белая ладья · g1 белый король | a8 чёрная ладья · e8 чёрный король · h8 чёрная ладья · a7 чёрная пешка · b7 чёрная пешка · c7 чёрная пешка · e7 чёрный ферзь · f7 чёрная пешка · h7 чёрная пешка · b6 чёрный конь · c6 чёрный конь · d6 чёрная пешка · f6 чёрный слон · g6 чёрная пешка · h6 белый слон · c4 белая пешка · d4 белая пешка · g4 чёрный слон · f3 белый конь · a2 белая пешка · b2 белая пешка · d2 белый конь · e2 белый слон · f2 белая пешка · g2 белая пешка · h2 белая пешка · a1 белая ладья · d1 белый ферзь · f1 белая ладья · g1 белый король | a8 чёрная ладья · e8 чёрный король · h8 чёрная ладья · a7 чёрная пешка · b7 чёрная пешка · c7 чёрная пешка · e7 чёрный ферзь · f7 чёрная пешка · h7 чёрная пешка · b6 чёрный конь · c6 чёрный конь · d6 чёрная пешка · f6 чёрный слон · g6 чёрная пешка · h6 белый слон · c4 белая пешка · d4 белая пешка · g4 чёрный слон · f3 белый конь · a2 белая пешка · b2 белая пешка · d2 белый конь · e2 белый слон · f2 белая пешка · g2 белая пешка · h2 белая пешка · a1 белая ладья · d1 белый ферзь · f1 белая ладья · g1 белый король | a8 чёрная ладья · e8 чёрный король · h8 чёрная ладья · a7 чёрная пешка · b7 чёрная пешка · c7 чёрная пешка · e7 чёрный ферзь · f7 чёрная пешка · h7 чёрная пешка · b6 чёрный конь · c6 чёрный конь · d6 чёрная пешка · f6 чёрный слон · g6 чёрная пешка · h6 белый слон · c4 белая пешка · d4 белая пешка · g4 чёрный слон · f3 белый конь · a2 белая пешка · b2 белая пешка · d2 белый конь · e2 белый слон · f2 белая пешка · g2 белая пешка · h2 белая пешка · a1 белая ладья · d1 белый ферзь · f1 белая ладья · g1 белый король | a8 чёрная ладья · e8 чёрный король · h8 чёрная ладья · a7 чёрная пешка · b7 чёрная пешка · c7 чёрная пешка · e7 чёрный ферзь · f7 чёрная пешка · h7 чёрная пешка · b6 чёрный конь · c6 чёрный конь · d6 чёрная пешка · f6 чёрный слон · g6 чёрная пешка · h6 белый слон · c4 белая пешка · d4 белая пешка · g4 чёрный слон · f3 белый конь · a2 белая пешка · b2 белая пешка · d2 белый конь · e2 белый слон · f2 белая пешка · g2 белая пешка · h2 белая пешка · a1 белая ладья · d1 белый ферзь · f1 белая ладья · g1 белый король | a8 чёрная ладья · e8 чёрный король · h8 чёрная ладья · a7 чёрная пешка · b7 чёрная пешка · c7 чёрная пешка · e7 чёрный ферзь · f7 чёрная пешка · h7 чёрная пешка · b6 чёрный конь · c6 чёрный конь · d6 чёрная пешка · f6 чёрный слон · g6 чёрная пешка · h6 белый слон · c4 белая пешка · d4 белая пешка · g4 чёрный слон · f3 белый конь · a2 белая пешка · b2 белая пешка · d2 белый конь · e2 белый слон · f2 белая пешка · g2 белая пешка · h2 белая пешка · a1 белая ладья · d1 белый ферзь · f1 белая ладья · g1 белый король | 5 |
| 4 | a8 чёрная ладья · e8 чёрный король · h8 чёрная ладья · a7 чёрная пешка · b7 чёрная пешка · c7 чёрная пешка · e7 чёрный ферзь · f7 чёрная пешка · h7 чёрная пешка · b6 чёрный конь · c6 чёрный конь · d6 чёрная пешка · f6 чёрный слон · g6 чёрная пешка · h6 белый слон · c4 белая пешка · d4 белая пешка · g4 чёрный слон · f3 белый конь · a2 белая пешка · b2 белая пешка · d2 белый конь · e2 белый слон · f2 белая пешка · g2 белая пешка · h2 белая пешка · a1 белая ладья · d1 белый ферзь · f1 белая ладья · g1 белый король | a8 чёрная ладья · e8 чёрный король · h8 чёрная ладья · a7 чёрная пешка · b7 чёрная пешка · c7 чёрная пешка · e7 чёрный ферзь · f7 чёрная пешка · h7 чёрная пешка · b6 чёрный конь · c6 чёрный конь · d6 чёрная пешка · f6 чёрный слон · g6 чёрная пешка · h6 белый слон · c4 белая пешка · d4 белая пешка · g4 чёрный слон · f3 белый конь · a2 белая пешка · b2 белая пешка · d2 белый конь · e2 белый слон · f2 белая пешка · g2 белая пешка · h2 белая пешка · a1 белая ладья · d1 белый ферзь · f1 белая ладья · g1 белый король | a8 чёрная ладья · e8 чёрный король · h8 чёрная ладья · a7 чёрная пешка · b7 чёрная пешка · c7 чёрная пешка · e7 чёрный ферзь · f7 чёрная пешка · h7 чёрная пешка · b6 чёрный конь · c6 чёрный конь · d6 чёрная пешка · f6 чёрный слон · g6 чёрная пешка · h6 белый слон · c4 белая пешка · d4 белая пешка · g4 чёрный слон · f3 белый конь · a2 белая пешка · b2 белая пешка · d2 белый конь · e2 белый слон · f2 белая пешка · g2 белая пешка · h2 белая пешка · a1 белая ладья · d1 белый ферзь · f1 белая ладья · g1 белый король | a8 чёрная ладья · e8 чёрный король · h8 чёрная ладья · a7 чёрная пешка · b7 чёрная пешка · c7 чёрная пешка · e7 чёрный ферзь · f7 чёрная пешка · h7 чёрная пешка · b6 чёрный конь · c6 чёрный конь · d6 чёрная пешка · f6 чёрный слон · g6 чёрная пешка · h6 белый слон · c4 белая пешка · d4 белая пешка · g4 чёрный слон · f3 белый конь · a2 белая пешка · b2 белая пешка · d2 белый конь · e2 белый слон · f2 белая пешка · g2 белая пешка · h2 белая пешка · a1 белая ладья · d1 белый ферзь · f1 белая ладья · g1 белый король | a8 чёрная ладья · e8 чёрный король · h8 чёрная ладья · a7 чёрная пешка · b7 чёрная пешка · c7 чёрная пешка · e7 чёрный ферзь · f7 чёрная пешка · h7 чёрная пешка · b6 чёрный конь · c6 чёрный конь · d6 чёрная пешка · f6 чёрный слон · g6 чёрная пешка · h6 белый слон · c4 белая пешка · d4 белая пешка · g4 чёрный слон · f3 белый конь · a2 белая пешка · b2 белая пешка · d2 белый конь · e2 белый слон · f2 белая пешка · g2 белая пешка · h2 белая пешка · a1 белая ладья · d1 белый ферзь · f1 белая ладья · g1 белый король | a8 чёрная ладья · e8 чёрный король · h8 чёрная ладья · a7 чёрная пешка · b7 чёрная пешка · c7 чёрная пешка · e7 чёрный ферзь · f7 чёрная пешка · h7 чёрная пешка · b6 чёрный конь · c6 чёрный конь · d6 чёрная пешка · f6 чёрный слон · g6 чёрная пешка · h6 белый слон · c4 белая пешка · d4 белая пешка · g4 чёрный слон · f3 белый конь · a2 белая пешка · b2 белая пешка · d2 белый конь · e2 белый слон · f2 белая пешка · g2 белая пешка · h2 белая пешка · a1 белая ладья · d1 белый ферзь · f1 белая ладья · g1 белый король | a8 чёрная ладья · e8 чёрный король · h8 чёрная ладья · a7 чёрная пешка · b7 чёрная пешка · c7 чёрная пешка · e7 чёрный ферзь · f7 чёрная пешка · h7 чёрная пешка · b6 чёрный конь · c6 чёрный конь · d6 чёрная пешка · f6 чёрный слон · g6 чёрная пешка · h6 белый слон · c4 белая пешка · d4 белая пешка · g4 чёрный слон · f3 белый конь · a2 белая пешка · b2 белая пешка · d2 белый конь · e2 белый слон · f2 белая пешка · g2 белая пешка · h2 белая пешка · a1 белая ладья · d1 белый ферзь · f1 белая ладья · g1 белый король | a8 чёрная ладья · e8 чёрный король · h8 чёрная ладья · a7 чёрная пешка · b7 чёрная пешка · c7 чёрная пешка · e7 чёрный ферзь · f7 чёрная пешка · h7 чёрная пешка · b6 чёрный конь · c6 чёрный конь · d6 чёрная пешка · f6 чёрный слон · g6 чёрная пешка · h6 белый слон · c4 белая пешка · d4 белая пешка · g4 чёрный слон · f3 белый конь · a2 белая пешка · b2 белая пешка · d2 белый конь · e2 белый слон · f2 белая пешка · g2 белая пешка · h2 белая пешка · a1 белая ладья · d1 белый ферзь · f1 белая ладья · g1 белый король | 4 |
| 3 | a8 чёрная ладья · e8 чёрный король · h8 чёрная ладья · a7 чёрная пешка · b7 чёрная пешка · c7 чёрная пешка · e7 чёрный ферзь · f7 чёрная пешка · h7 чёрная пешка · b6 чёрный конь · c6 чёрный конь · d6 чёрная пешка · f6 чёрный слон · g6 чёрная пешка · h6 белый слон · c4 белая пешка · d4 белая пешка · g4 чёрный слон · f3 белый конь · a2 белая пешка · b2 белая пешка · d2 белый конь · e2 белый слон · f2 белая пешка · g2 белая пешка · h2 белая пешка · a1 белая ладья · d1 белый ферзь · f1 белая ладья · g1 белый король | a8 чёрная ладья · e8 чёрный король · h8 чёрная ладья · a7 чёрная пешка · b7 чёрная пешка · c7 чёрная пешка · e7 чёрный ферзь · f7 чёрная пешка · h7 чёрная пешка · b6 чёрный конь · c6 чёрный конь · d6 чёрная пешка · f6 чёрный слон · g6 чёрная пешка · h6 белый слон · c4 белая пешка · d4 белая пешка · g4 чёрный слон · f3 белый конь · a2 белая пешка · b2 белая пешка · d2 белый конь · e2 белый слон · f2 белая пешка · g2 белая пешка · h2 белая пешка · a1 белая ладья · d1 белый ферзь · f1 белая ладья · g1 белый король | a8 чёрная ладья · e8 чёрный король · h8 чёрная ладья · a7 чёрная пешка · b7 чёрная пешка · c7 чёрная пешка · e7 чёрный ферзь · f7 чёрная пешка · h7 чёрная пешка · b6 чёрный конь · c6 чёрный конь · d6 чёрная пешка · f6 чёрный слон · g6 чёрная пешка · h6 белый слон · c4 белая пешка · d4 белая пешка · g4 чёрный слон · f3 белый конь · a2 белая пешка · b2 белая пешка · d2 белый конь · e2 белый слон · f2 белая пешка · g2 белая пешка · h2 белая пешка · a1 белая ладья · d1 белый ферзь · f1 белая ладья · g1 белый король | a8 чёрная ладья · e8 чёрный король · h8 чёрная ладья · a7 чёрная пешка · b7 чёрная пешка · c7 чёрная пешка · e7 чёрный ферзь · f7 чёрная пешка · h7 чёрная пешка · b6 чёрный конь · c6 чёрный конь · d6 чёрная пешка · f6 чёрный слон · g6 чёрная пешка · h6 белый слон · c4 белая пешка · d4 белая пешка · g4 чёрный слон · f3 белый конь · a2 белая пешка · b2 белая пешка · d2 белый конь · e2 белый слон · f2 белая пешка · g2 белая пешка · h2 белая пешка · a1 белая ладья · d1 белый ферзь · f1 белая ладья · g1 белый король | a8 чёрная ладья · e8 чёрный король · h8 чёрная ладья · a7 чёрная пешка · b7 чёрная пешка · c7 чёрная пешка · e7 чёрный ферзь · f7 чёрная пешка · h7 чёрная пешка · b6 чёрный конь · c6 чёрный конь · d6 чёрная пешка · f6 чёрный слон · g6 чёрная пешка · h6 белый слон · c4 белая пешка · d4 белая пешка · g4 чёрный слон · f3 белый конь · a2 белая пешка · b2 белая пешка · d2 белый конь · e2 белый слон · f2 белая пешка · g2 белая пешка · h2 белая пешка · a1 белая ладья · d1 белый ферзь · f1 белая ладья · g1 белый король | a8 чёрная ладья · e8 чёрный король · h8 чёрная ладья · a7 чёрная пешка · b7 чёрная пешка · c7 чёрная пешка · e7 чёрный ферзь · f7 чёрная пешка · h7 чёрная пешка · b6 чёрный конь · c6 чёрный конь · d6 чёрная пешка · f6 чёрный слон · g6 чёрная пешка · h6 белый слон · c4 белая пешка · d4 белая пешка · g4 чёрный слон · f3 белый конь · a2 белая пешка · b2 белая пешка · d2 белый конь · e2 белый слон · f2 белая пешка · g2 белая пешка · h2 белая пешка · a1 белая ладья · d1 белый ферзь · f1 белая ладья · g1 белый король | a8 чёрная ладья · e8 чёрный король · h8 чёрная ладья · a7 чёрная пешка · b7 чёрная пешка · c7 чёрная пешка · e7 чёрный ферзь · f7 чёрная пешка · h7 чёрная пешка · b6 чёрный конь · c6 чёрный конь · d6 чёрная пешка · f6 чёрный слон · g6 чёрная пешка · h6 белый слон · c4 белая пешка · d4 белая пешка · g4 чёрный слон · f3 белый конь · a2 белая пешка · b2 белая пешка · d2 белый конь · e2 белый слон · f2 белая пешка · g2 белая пешка · h2 белая пешка · a1 белая ладья · d1 белый ферзь · f1 белая ладья · g1 белый король | a8 чёрная ладья · e8 чёрный король · h8 чёрная ладья · a7 чёрная пешка · b7 чёрная пешка · c7 чёрная пешка · e7 чёрный ферзь · f7 чёрная пешка · h7 чёрная пешка · b6 чёрный конь · c6 чёрный конь · d6 чёрная пешка · f6 чёрный слон · g6 чёрная пешка · h6 белый слон · c4 белая пешка · d4 белая пешка · g4 чёрный слон · f3 белый конь · a2 белая пешка · b2 белая пешка · d2 белый конь · e2 белый слон · f2 белая пешка · g2 белая пешка · h2 белая пешка · a1 белая ладья · d1 белый ферзь · f1 белая ладья · g1 белый король | 3 |
| 2 | a8 чёрная ладья · e8 чёрный король · h8 чёрная ладья · a7 чёрная пешка · b7 чёрная пешка · c7 чёрная пешка · e7 чёрный ферзь · f7 чёрная пешка · h7 чёрная пешка · b6 чёрный конь · c6 чёрный конь · d6 чёрная пешка · f6 чёрный слон · g6 чёрная пешка · h6 белый слон · c4 белая пешка · d4 белая пешка · g4 чёрный слон · f3 белый конь · a2 белая пешка · b2 белая пешка · d2 белый конь · e2 белый слон · f2 белая пешка · g2 белая пешка · h2 белая пешка · a1 белая ладья · d1 белый ферзь · f1 белая ладья · g1 белый король | a8 чёрная ладья · e8 чёрный король · h8 чёрная ладья · a7 чёрная пешка · b7 чёрная пешка · c7 чёрная пешка · e7 чёрный ферзь · f7 чёрная пешка · h7 чёрная пешка · b6 чёрный конь · c6 чёрный конь · d6 чёрная пешка · f6 чёрный слон · g6 чёрная пешка · h6 белый слон · c4 белая пешка · d4 белая пешка · g4 чёрный слон · f3 белый конь · a2 белая пешка · b2 белая пешка · d2 белый конь · e2 белый слон · f2 белая пешка · g2 белая пешка · h2 белая пешка · a1 белая ладья · d1 белый ферзь · f1 белая ладья · g1 белый король | a8 чёрная ладья · e8 чёрный король · h8 чёрная ладья · a7 чёрная пешка · b7 чёрная пешка · c7 чёрная пешка · e7 чёрный ферзь · f7 чёрная пешка · h7 чёрная пешка · b6 чёрный конь · c6 чёрный конь · d6 чёрная пешка · f6 чёрный слон · g6 чёрная пешка · h6 белый слон · c4 белая пешка · d4 белая пешка · g4 чёрный слон · f3 белый конь · a2 белая пешка · b2 белая пешка · d2 белый конь · e2 белый слон · f2 белая пешка · g2 белая пешка · h2 белая пешка · a1 белая ладья · d1 белый ферзь · f1 белая ладья · g1 белый король | a8 чёрная ладья · e8 чёрный король · h8 чёрная ладья · a7 чёрная пешка · b7 чёрная пешка · c7 чёрная пешка · e7 чёрный ферзь · f7 чёрная пешка · h7 чёрная пешка · b6 чёрный конь · c6 чёрный конь · d6 чёрная пешка · f6 чёрный слон · g6 чёрная пешка · h6 белый слон · c4 белая пешка · d4 белая пешка · g4 чёрный слон · f3 белый конь · a2 белая пешка · b2 белая пешка · d2 белый конь · e2 белый слон · f2 белая пешка · g2 белая пешка · h2 белая пешка · a1 белая ладья · d1 белый ферзь · f1 белая ладья · g1 белый король | a8 чёрная ладья · e8 чёрный король · h8 чёрная ладья · a7 чёрная пешка · b7 чёрная пешка · c7 чёрная пешка · e7 чёрный ферзь · f7 чёрная пешка · h7 чёрная пешка · b6 чёрный конь · c6 чёрный конь · d6 чёрная пешка · f6 чёрный слон · g6 чёрная пешка · h6 белый слон · c4 белая пешка · d4 белая пешка · g4 чёрный слон · f3 белый конь · a2 белая пешка · b2 белая пешка · d2 белый конь · e2 белый слон · f2 белая пешка · g2 белая пешка · h2 белая пешка · a1 белая ладья · d1 белый ферзь · f1 белая ладья · g1 белый король | a8 чёрная ладья · e8 чёрный король · h8 чёрная ладья · a7 чёрная пешка · b7 чёрная пешка · c7 чёрная пешка · e7 чёрный ферзь · f7 чёрная пешка · h7 чёрная пешка · b6 чёрный конь · c6 чёрный конь · d6 чёрная пешка · f6 чёрный слон · g6 чёрная пешка · h6 белый слон · c4 белая пешка · d4 белая пешка · g4 чёрный слон · f3 белый конь · a2 белая пешка · b2 белая пешка · d2 белый конь · e2 белый слон · f2 белая пешка · g2 белая пешка · h2 белая пешка · a1 белая ладья · d1 белый ферзь · f1 белая ладья · g1 белый король | a8 чёрная ладья · e8 чёрный король · h8 чёрная ладья · a7 чёрная пешка · b7 чёрная пешка · c7 чёрная пешка · e7 чёрный ферзь · f7 чёрная пешка · h7 чёрная пешка · b6 чёрный конь · c6 чёрный конь · d6 чёрная пешка · f6 чёрный слон · g6 чёрная пешка · h6 белый слон · c4 белая пешка · d4 белая пешка · g4 чёрный слон · f3 белый конь · a2 белая пешка · b2 белая пешка · d2 белый конь · e2 белый слон · f2 белая пешка · g2 белая пешка · h2 белая пешка · a1 белая ладья · d1 белый ферзь · f1 белая ладья · g1 белый король | a8 чёрная ладья · e8 чёрный король · h8 чёрная ладья · a7 чёрная пешка · b7 чёрная пешка · c7 чёрная пешка · e7 чёрный ферзь · f7 чёрная пешка · h7 чёрная пешка · b6 чёрный конь · c6 чёрный конь · d6 чёрная пешка · f6 чёрный слон · g6 чёрная пешка · h6 белый слон · c4 белая пешка · d4 белая пешка · g4 чёрный слон · f3 белый конь · a2 белая пешка · b2 белая пешка · d2 белый конь · e2 белый слон · f2 белая пешка · g2 белая пешка · h2 белая пешка · a1 белая ладья · d1 белый ферзь · f1 белая ладья · g1 белый король | 2 |
| 1 | a8 чёрная ладья · e8 чёрный король · h8 чёрная ладья · a7 чёрная пешка · b7 чёрная пешка · c7 чёрная пешка · e7 чёрный ферзь · f7 чёрная пешка · h7 чёрная пешка · b6 чёрный конь · c6 чёрный конь · d6 чёрная пешка · f6 чёрный слон · g6 чёрная пешка · h6 белый слон · c4 белая пешка · d4 белая пешка · g4 чёрный слон · f3 белый конь · a2 белая пешка · b2 белая пешка · d2 белый конь · e2 белый слон · f2 белая пешка · g2 белая пешка · h2 белая пешка · a1 белая ладья · d1 белый ферзь · f1 белая ладья · g1 белый король | a8 чёрная ладья · e8 чёрный король · h8 чёрная ладья · a7 чёрная пешка · b7 чёрная пешка · c7 чёрная пешка · e7 чёрный ферзь · f7 чёрная пешка · h7 чёрная пешка · b6 чёрный конь · c6 чёрный конь · d6 чёрная пешка · f6 чёрный слон · g6 чёрная пешка · h6 белый слон · c4 белая пешка · d4 белая пешка · g4 чёрный слон · f3 белый конь · a2 белая пешка · b2 белая пешка · d2 белый конь · e2 белый слон · f2 белая пешка · g2 белая пешка · h2 белая пешка · a1 белая ладья · d1 белый ферзь · f1 белая ладья · g1 белый король | a8 чёрная ладья · e8 чёрный король · h8 чёрная ладья · a7 чёрная пешка · b7 чёрная пешка · c7 чёрная пешка · e7 чёрный ферзь · f7 чёрная пешка · h7 чёрная пешка · b6 чёрный конь · c6 чёрный конь · d6 чёрная пешка · f6 чёрный слон · g6 чёрная пешка · h6 белый слон · c4 белая пешка · d4 белая пешка · g4 чёрный слон · f3 белый конь · a2 белая пешка · b2 белая пешка · d2 белый конь · e2 белый слон · f2 белая пешка · g2 белая пешка · h2 белая пешка · a1 белая ладья · d1 белый ферзь · f1 белая ладья · g1 белый король | a8 чёрная ладья · e8 чёрный король · h8 чёрная ладья · a7 чёрная пешка · b7 чёрная пешка · c7 чёрная пешка · e7 чёрный ферзь · f7 чёрная пешка · h7 чёрная пешка · b6 чёрный конь · c6 чёрный конь · d6 чёрная пешка · f6 чёрный слон · g6 чёрная пешка · h6 белый слон · c4 белая пешка · d4 белая пешка · g4 чёрный слон · f3 белый конь · a2 белая пешка · b2 белая пешка · d2 белый конь · e2 белый слон · f2 белая пешка · g2 белая пешка · h2 белая пешка · a1 белая ладья · d1 белый ферзь · f1 белая ладья · g1 белый король | a8 чёрная ладья · e8 чёрный король · h8 чёрная ладья · a7 чёрная пешка · b7 чёрная пешка · c7 чёрная пешка · e7 чёрный ферзь · f7 чёрная пешка · h7 чёрная пешка · b6 чёрный конь · c6 чёрный конь · d6 чёрная пешка · f6 чёрный слон · g6 чёрная пешка · h6 белый слон · c4 белая пешка · d4 белая пешка · g4 чёрный слон · f3 белый конь · a2 белая пешка · b2 белая пешка · d2 белый конь · e2 белый слон · f2 белая пешка · g2 белая пешка · h2 белая пешка · a1 белая ладья · d1 белый ферзь · f1 белая ладья · g1 белый король | a8 чёрная ладья · e8 чёрный король · h8 чёрная ладья · a7 чёрная пешка · b7 чёрная пешка · c7 чёрная пешка · e7 чёрный ферзь · f7 чёрная пешка · h7 чёрная пешка · b6 чёрный конь · c6 чёрный конь · d6 чёрная пешка · f6 чёрный слон · g6 чёрная пешка · h6 белый слон · c4 белая пешка · d4 белая пешка · g4 чёрный слон · f3 белый конь · a2 белая пешка · b2 белая пешка · d2 белый конь · e2 белый слон · f2 белая пешка · g2 белая пешка · h2 белая пешка · a1 белая ладья · d1 белый ферзь · f1 белая ладья · g1 белый король | a8 чёрная ладья · e8 чёрный король · h8 чёрная ладья · a7 чёрная пешка · b7 чёрная пешка · c7 чёрная пешка · e7 чёрный ферзь · f7 чёрная пешка · h7 чёрная пешка · b6 чёрный конь · c6 чёрный конь · d6 чёрная пешка · f6 чёрный слон · g6 чёрная пешка · h6 белый слон · c4 белая пешка · d4 белая пешка · g4 чёрный слон · f3 белый конь · a2 белая пешка · b2 белая пешка · d2 белый конь · e2 белый слон · f2 белая пешка · g2 белая пешка · h2 белая пешка · a1 белая ладья · d1 белый ферзь · f1 белая ладья · g1 белый король | a8 чёрная ладья · e8 чёрный король · h8 чёрная ладья · a7 чёрная пешка · b7 чёрная пешка · c7 чёрная пешка · e7 чёрный ферзь · f7 чёрная пешка · h7 чёрная пешка · b6 чёрный конь · c6 чёрный конь · d6 чёрная пешка · f6 чёрный слон · g6 чёрная пешка · h6 белый слон · c4 белая пешка · d4 белая пешка · g4 чёрный слон · f3 белый конь · a2 белая пешка · b2 белая пешка · d2 белый конь · e2 белый слон · f2 белая пешка · g2 белая пешка · h2 белая пешка · a1 белая ладья · d1 белый ферзь · f1 белая ладья · g1 белый король | 1 |
| | a | b | c | d | e | f | g | h |   |

В 1950 году, не смотря на сопротивление матери, Штейн бросил школу, отучившись 7 классов, и поступил в электромеханический техникум, но бросил его через 1 год. На первенстве Львова среди взрослых Штейн набрал больше 50 % очков. В 1951 году стал работать демонстратором на шахматных турнирах — часто показывал и комментировал партии Николая Копаева, Владимира Симагина, Вячеслава Рагозина и Владаса Микенаса, которые были похожи на эпоху романтических шахмат. Познакомился с Юрием Сахаровым — тренером юношеской сборной Украины. В том же году дебютировал в юношеском первенстве Украины в Харькове и занял 4-е место, а Сахаров включил его в состав юношеской сборной УССР на 6-ю доску. Командное первенство СССР среди юношей прошло в Ленинграде. Сборная УССР заняла 2-е место, но Штейн набрал 4½ очка из 9, на 1 очко больше, чем Михаил Таль.
Почти в каждой из сильных команд был "штатный неудачник", значительно обесценивающий усилия своих товарищей. В украинской команде эту роль на шестой доске играл Штейн. Этот бесспорно одарённый шахматист поражал зрителей "сверхбыстрой игрой". Получив в дебюте хорошие позиции, он и дальше вёл партию со скоростью 60 ходов в час и, естественно, проигрывал все встречи с опытными противниками.Евгений Загорянский, "Шахматы в СССР", 
На следующем таком первенстве в Ростове-на-Дону в команде стал серебряным призёром. В 1953 году Штейн переехал в Киев на полуфинал чемпионата Украины и занял 1-е место, выполнив норматив КМС. Участие в чемпионате Украины сорвалось, так как ему пришла повестка из военкомата.

### Армия
Штейн воспитал в себе дисциплину и собранность, пока был в армии. Сначала служил в Азербайджане, потом в Забайкалье. В июле 1954 года был откомандирован в Барнаул для участия в 4-м чемпионате Сибири и Дальнего Востока. Это соревнование было отборочным к полуфиналу первенства РСФСР, в нём играли 4 кандидата в мастера спорта и несколько перворазрядников. Штейн смог победить и отправился в Новосибирск играть полуфинал. Для Штейна турнир оказался сильным — участвовали трое мастеров (Анатолий Лутников, Владлен Зурахов и Иоганнес Вельтмандер) и победители зональных турниров. В итоге Штейн поделил 2—3 места с Лепихиным, но не смог принять участие в финале из-за службы в армии.
Летом 1955 года уехал в Калугу и завоевал золотую медаль на втором Всероссийском турнире молодых кандидатов в мастера.
В соревновании участвовали 9 кандидатов в мастера и 7 перворазрядников, имеющих кандидатские баллы. Турнир привлёк большое внимание местной шахматной общественности и дал много интересных партий. С самого начала лидерство захватил и удерживал до конца Л. Штейн (Чита)... Победитель добился отличного результата - 11 очков из 15.

Штейн - молодой, быстро прогрессирующий шахматист. Партии свои он проводит с подкупающей легкостью и быстротой, никогда не попадает в цейтнот. Как правило, Штейн стремится к острой борьбе.Шахматы в СССР, 
[Event "555: Chapter 1"]
[Site "https://lichess.org/study/ZPRBgfzW/6ujI39WG"]
[Date "1955"]
[White "Гольцов"]
[Black "Штейн"]
[Result "*"]
[Variant "Standard"]
[ECO "E69"]
[Opening "King's Indian Defense: Fianchetto Variation, Classical Main Line"]
[Annotator "https://lichess.org/@/Matwey123"]
1. d4 Nf6 2. c4 g6 3. g3 Bg7 4. Bg2 O-O 5. Nc3 d6 6. Nf3 Nbd7 7. O-O c6 8. e4 e5 9. h3 a5 10. Be3 a4 11. Qc2 Qa5 12. Rad1 Qb4 13. Ne2 Re8 14. g4 h5 15. g5 Nh7 16. Rfe1 exd4 17. Nfxd4 Nb6 18. a3 Qxc4 19. Nc3 Qa6 20. f4 Qa5 21. Bf1 d5 22. f5 c5 23. fxg6 fxg6 24. Ndb5 d4 25. Nd6 Rf8 26. Ncb5 dxe3 27. Bc4+ Kh8 28. Bf7 Nxg5 29. Bxg6 Nf3+ 30. Kh1 Nxe1 31. Qxc5 Rf1+ 32. Kh2 Nf3+ 33. Kg2 Rf2+ *

К 1955 году Штейн стал младшим сержантом и был включён в чемпионат Вооруженных Сил, где разделил 1-2 места с Анатолием Лутниковым.
[Event "555: ? - ?"]
[Site "https://lichess.org/study/ZPRBgfzW/ZOFOO4Oy"]
[Date "1956"]
[White "Полторанов"]
[Black "Штейн"]
[Result "*"]
[TimeControl "-"]
[Variant "Standard"]
[ECO "A49"]
[Opening "Indian Defense: Przepiorka Variation"]
[Annotator "https://lichess.org/@/Matwey123"]
1. d4 Nf6 2. Nf3 g6 3. g3 Bg7 4. Bg2 O-O 5. O-O d6 6. c4 Nc6 7. d5 Na5 8. Nfd2 c5 9. a3 b6 10. b4 Nb7 11. Bb2 Bd7 12. Qc2 cxb4 13. axb4 a5 14. bxa5 bxa5 15. Nc3 Qc7 16. Nce4 Nxe4 17. Bxg7 Nxd2 18. Bxf8 Nxf1 19. Bxe7 Bf5 20. e4 Qxe7 21. exf5 Ne3 22. fxe3 Qxe3+ 23. Kh1 Nc5 24. Qb2 Nd3 25. Qa2 Nc1 *
[Event "555: ? - ?"]
[Site "https://lichess.org/study/ZPRBgfzW/nm75khNZ"]
[Date "1956"]
[White "Люблинский"]
[Black "Штейн"]
[Result "*"]
[TimeControl "-"]
[Variant "Standard"]
[ECO "C63"]
[Opening "Ruy Lopez: Schliemann Defense, Dyckhoff Variation"]
[Annotator "https://lichess.org/@/Matwey123"]
1. e4 e5 2. Nf3 Nc6 3. Bb5 f5 4. Nc3 Nf6 5. Bxc6 bxc6 6. Qe2 d5 7. exf5 Bd6 8. Nxe5 O-O 9. Nxc6 Qd7 10. Qe6+ Kh8 11. Qxd7 Bxd7 12. Nd4 Rae8+ 13. Kf1 c5 14. Ne6 Bxe6 15. fxe6 Ng4 16. f3 Rxe6 17. Nxd5 Nxh2+ 18. Rxh2 Bxh2 19. d3 Bg3 20. Bd2 Rf5 21. Nc3 Rh5 22. Kg1 Be5 23. g4 Rh3 24. Ne4 Rxf3 25. Kg2 Rf8 26. Rh1 Rg6 27. g5 Bxb2 28. Nxc5 Rc8 29. Rb1 Ba3 30. Be3 Kg8 31. d4 Rb6 32. Rf1 Rb2 33. Rf2 Rxa2 34. Rd2 Bc1 *
Следующий год служил в Московском гарнизоне и выступал в столичных соревнованиях. Он защищал титул чемпиона ВС, но проиграл решающий матч Эдуарду Чаплинскому и занял 2-е место. В ноябре 1956 года был демобилизован.

### 1950-е
Вернулся во Львов в ноябре 1956 года и временно решил работать тренером в Дворце офицеров, так как не успел поступить в университет до начала учебного года. Весной 1957 года Штейн приехал в Киев на полуфинал первенства УССР. Он давно не играл в украинских турнирах и проиграл 4 партии, но всё равно стал бронзовым призёром (1-е место занял Юрий Николаевский) и отобрался на финальный чемпионат Украины, который прошёл в мае 1957 года с участием 3 гроссмейстеров, 7 мастеров и 8 КМС.
Чемпионат Украины впервые в истории включал в себя получение нормы мастера, для Штейна это был первый турнир такой силы. Он смог победить будущего чемпиона Ефима Геллера, но занял 10-е место и не смог стать мастером.
Летом 1957 года Штейн поступил в механический техникум, но учёба давалась тяжело после службы в армии. Весной 1958 года администрация техникума не разрешила ему поехать на полуфинал чемпионата Украины в Черновцах, поэтому Штейн бросил училище и вновь стал тренировать в Дворце офицеров. Он поехал в Черновцы и занял 1-е место в полуфинале. В свободное от турнирах партий время Штейн играл в карты с друзьями и был отстранён Спорткомитетом от участия в чемпионате Украины 1958 года за нарушение спортивного режима. Он просил о снисхождении, но ему отказали. Спустя несколько месяцев заявил, что завершает карьеру. Работал слесарем-сборщиком, весной 1959 года попросил отпуск за свой счёт для участия в следующем полуфинале чемпионата Украины в Харькове.
Состав чемпионата Украины был не самым сильным (только 1 мастер — Аркадий Макаров). Штейн в итоге занял 5-е место, так как был слишком эмоциональным во время турнира. После чемпионата твёрдо решил, что бросит шахматы.
2 шахматиста, которые должны были играть в финале чемпионата Украины, не смогли приехать в Киев, и судьи решили пригласить Штейна. Он согласился, но пока ехал, пропустил 2 тура. Оставшуюся часть турнира играл осторожно — белыми на перевес, а чёрными на защиту. В итоге стал бронзовым призёром, перевыполнил норму на 1½ очка, став мастером, а также получил возможность участвовать в полуфинале чемпионата СССР. Старший тренер сборной Украины Ефим Геллер после чемпионата отбирал игроков для командных соревнований и отдал Штейну 5-ю доску.
В 1959 году принял участие во II Спартакиаде народов СССР. Ему дали роль запасного, но когда Штейн набрал 1½ из 2, ему разрешили играть в финале. Он набрал 3 очка из 4, а сборная Украины заняла 3-е место.
Немало надежд возлагали украинцы на молодого мастера Штейна, и недаром - он добился не только серьёзных успехов, но и продемонстрировал ряд хороших творческих достижений. В его игре, лишённой шаблона, чувствуется стремление уже с первых ходов навязать сопернику собственную тактику боя.Шахматы за 1958-1959 годы, 
В полуфинале 27-го первенства СССР разделил 3-4 места с Иво Нейем, отстав от лидеров на ½ очка. Штейн вёл в счёте, но в итоге проиграл Нейму дополнительный матч и занял 4-е место. Этот случай подействовал на Штейна, после чего он несколько раз также не мог пройти отборочные турниры.

### 1960-е
Весной 1960 года принял участие в чемпионате Украины. Стартовал с результатом 8 из 9, но позже его догнал Юрий Сахаров. Штейну пришлось сыграть 4-й в своей карьере матч для определения победителя. Первая партия была отложена с худшей позицией для Штейна, но он смог свести её вничью. Из-за этого случая Сахаров не смог собраться и слабо провёл вторую партию. Третья завершилась вничью, 4-ю Сахаров выиграл очень быстро. Счёт стал равным, однако в следующих 2 партиях победил Штейн и стал чемпионом Украины.
В Одессе сыграл в полуфинале чемпионата Украины с участием гроссмейстеров Юрия Авербаха, Александра Котова, Давида Бронштейна и мастеров Евгения Васюкова Семёна Фурмана и Иво Нейи. Соревнование было первым за 3 года зональным турниром — победители имели возможность выйти начемпионат на первенство мира. Штейн поделил 3-5 места с Фурманом и Котовым. Котов добровольно отказался от борьбы за 3-е место, отдав его Штейну.

В конце 1960 года на командном чемпионате СССР Штейн в составе сборной УССР показал лучший результат на 2-й доске (6 очков из 8). В начале 1961 года участвовал в финале 28-го первенства СССР. Играли Марк Тайманов, Ефим Геллер, Борис Спасский и другие сильные гроссмейстеры. В решающем туре Штейн без доигрывания обыграл Спасского и вместе с Геллером получил бронзовые медали за 3-4 места. Штейн нанёс единственное (и разгромное) поражение победителю Тиграну Петросяну.

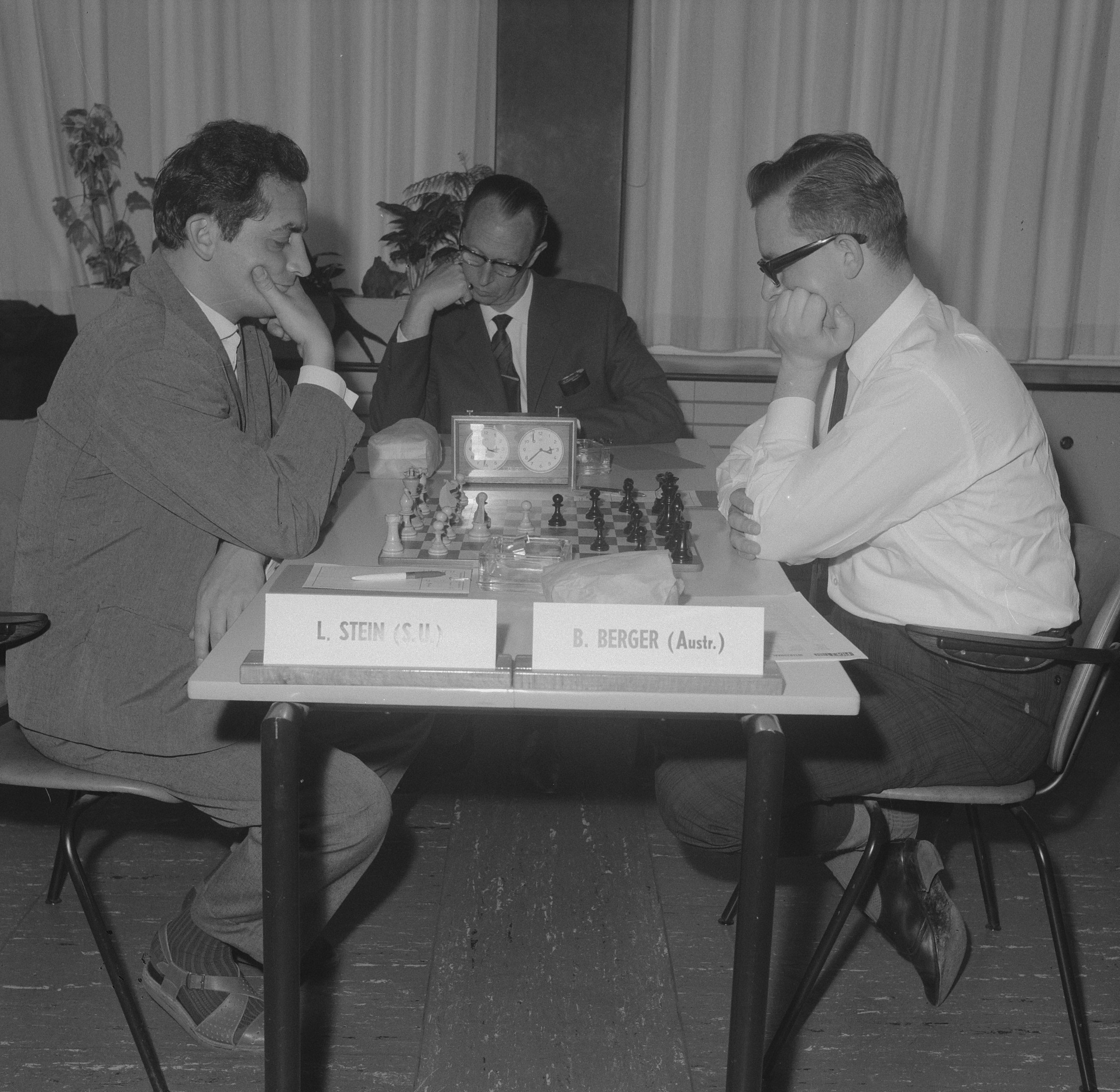
В 1964 году

После чемпионата СССР Штейн начал играть в международных турнирах.
Был заявлен в состав сборной СССР в традиционном матче против команды Югославии. Вместе со сборной СССР поехал в Хельсинки на VIII Олимпиаду среди студентов, где набрал 9,5 очка в 12 партиях, команда вернула себе золото. Партия Штейна с Лотарем Цинном из команды ГДР была признана лучшей на турнире. На турнире в Бухаресте занял первое место и выполнил норму международного мастера.
В начале 1962 года, на межзональном турнире в Стокгольме, Штейн поделил 6—8-е места с Глигоричем и Бенко, выполнив норму гроссмейстера. За выходящее в турнир претендентов 6-е место был проведен дополнительный матч-турнир, который Штейн выиграл, но в турнир претендентов не попал из-за правила, ограничивающего количество участников от одной страны.
В мае 1962 года Штейн, играя в очередном финале первенства Украины, обогнал на пол-очка Эдуарда Гуфельда.
В сентябре принял участие в полуфинале первенства СССР в Риге, занял третье место. В финал попал через специальное приглашение организаторов. Все шесть гроссмейстеров завоевали шесть первых мест, Штейн стал последним.
1963 год начал с матча СССР — Югославия, потом выступил на III Спартакиаде народов СССР и в полуфинале 31-го всесоюзного первенства в Свердловске.
В конце 1963 года разделил 1-3 места в чемпионате СССР со Спасским и Холмовым. В начале 1964 года был проведен дополнительный матч-турнир трех победителей на выявление чемпиона. В первом туре Леонид обыграл Спасского, во втором сыграл вничью с Холмовым. В последнем туре Холмов предложил ничью. Приняв её, Штейн впервые в жизни стал чемпионом Советского Союза.
В том, 1964, году первенство СССР также квалифицировалось как зональный турнир к очередному межзональному, который должен был пройти в Амстердаме. Двухкруговой зональный турнир начался при семи участниках и трех вакантных местах. Штейн стартовал опять неудачно — пять ничьих и поражение от Геллера. Первый круг закончил четвёртым. Ситуацию исправили две победы на старте второго круга. Он поделил 2—3-е места с Бронштейном.
20 мая 1964 года в Амстердаме стартовал очередной межзональный турнир. СССР, кроме Штейна, представляли М. Таль, В. Смыслов, Б. Спасский и Д. Бронштейн. Начиная с девятого тура Штейн в тринадцати партиях одержал одиннадцать побед при двух ничьих. В матчи претендентов выходили первые шесть мест, Штейн занял пятое место, но вновь не попал в претенденты из-за правила, ограничивающего количество участников от одной страны.
В 1964 году Штейн вместе с командой Советского Союза отправился на командный чемпионат мира — XVI Олимпиаду, проводившуюся в израильском Тель-Авиве. Штейну была отведена роль запасного. Сборная завоевала золотые медали, Штейн набрал 10 очков из 13 возможных, показав лучший результат среди запасных.
В 32-м первенстве СССР занял лишь 4-е место.
В 1965—1967 годах участвовал в девяти крупных турнирах, где лишь раз финишировал вторым.
В марте 1965 года в составе сборной победил на чемпионат Европы.
На VIII Спартакиаде народов СССР в составе сборной УССР завоевал серебряные медали.
Чемпион 33-го и 34-го первенств СССР.
Чемпион XVII Олимпиады (1966).
Победитель турнира, посвященного 50-летию Советской власти (1967, Москва).
Бронзовый призёр IV Спартакиады народов СССР.
6 место в 37 первенстве СССР.
В «Матче века» (1970) был первым запасным.
Победитель чемпионата Европы в Австрии.
В конце 1971 года принял участие в сильном турнире, Мемориале Алехина, где разделил 1—2-е места.
Выиграл турнир на Мальорке.

### Смерть
В начале июля 1973 Штейн был приглашён в сборную СССР для выступления на чемпионате Европы в Англии, после чего он сразу же должен был отправиться в Бразилию на межзональный турнир. Утром 4 июля у Штейна случился инфаркт. В медицинском заключении было сказано, что основной причиной кончины стало интенсивное курение.

## Стиль игры
Игра Штейна выделялась «непринуждённостью и изяществом». На часах Штейна после партии (независимо от результата) часто оставалось всего на 15-20 минут меньше, чем перед её началом. Такая молниеносная игра производила впечатление и вызывала удивление у соперников и зрителей. Штейн любил динамическую игру: он хорошо умел вести атаку на короля, находить скрытые возможности в позиции и быстро просчитывать длинные варианты. Газеты писали «Электронно-счётный Штейн». В ранние годы, если позиция не позволяла ярко сыграть — Штейн разыгрывал её плохо.
<...> Я с интересом смотрел, как по-разному они (Семён Фурман и Штейн) подходят к позиции. Фурман стремился давать обобщающие оценки, а Штейн "выстреливал" пулемётные очереди вариантов. <...> Для Штейна характерна была бесконечная вера в свои силы. Он обладал тонким чутьём в позиции с обоюдными шансами, острым тактическим зрением. Правда, он несколько недолюбливал технические позиции. <...> Я уверен, что Штейн мог бы дать шахматам гораздо больше того, что оставил. Но тем не менее его вклад в сокровищницу древней игры весьма значителен, своеобразен, ярок и по-своему неповторим.Анатолий Карпов, 
Среди афоризмов шахматного литератора Савелия Тартаковера Штейну запомнился «Кто рискует — может проиграть, кто не рискует — проигрывает». Рисковал Штейн только тогда, когда не видел других способов усилить позицию.

Любимый дебют Штейна — Староиндийская защита, которая считается агрессивным началом. 
|   | a | b | c | d | e | f | g | h |   |
| - | --- | --- | --- | --- | --- | --- | --- | --- | - |
| 8 | a8 чёрная ладья · c8 чёрный слон · e8 чёрная ладья · g8 чёрный король · a7 чёрная пешка · b7 чёрная пешка · c7 чёрная пешка · d7 чёрный ферзь · g7 чёрный слон · h7 чёрная пешка · d6 чёрная пешка · g6 чёрная пешка · e5 чёрный конь · g5 белый слон · c4 белая пешка · d4 белый конь · e4 белая ладья · b3 белая пешка · f3 белая пешка · g3 белая пешка · a2 белая пешка · d2 белый ферзь · g2 белый слон · h2 белая пешка · a1 белая ладья · g1 белый король | a8 чёрная ладья · c8 чёрный слон · e8 чёрная ладья · g8 чёрный король · a7 чёрная пешка · b7 чёрная пешка · c7 чёрная пешка · d7 чёрный ферзь · g7 чёрный слон · h7 чёрная пешка · d6 чёрная пешка · g6 чёрная пешка · e5 чёрный конь · g5 белый слон · c4 белая пешка · d4 белый конь · e4 белая ладья · b3 белая пешка · f3 белая пешка · g3 белая пешка · a2 белая пешка · d2 белый ферзь · g2 белый слон · h2 белая пешка · a1 белая ладья · g1 белый король | a8 чёрная ладья · c8 чёрный слон · e8 чёрная ладья · g8 чёрный король · a7 чёрная пешка · b7 чёрная пешка · c7 чёрная пешка · d7 чёрный ферзь · g7 чёрный слон · h7 чёрная пешка · d6 чёрная пешка · g6 чёрная пешка · e5 чёрный конь · g5 белый слон · c4 белая пешка · d4 белый конь · e4 белая ладья · b3 белая пешка · f3 белая пешка · g3 белая пешка · a2 белая пешка · d2 белый ферзь · g2 белый слон · h2 белая пешка · a1 белая ладья · g1 белый король | a8 чёрная ладья · c8 чёрный слон · e8 чёрная ладья · g8 чёрный король · a7 чёрная пешка · b7 чёрная пешка · c7 чёрная пешка · d7 чёрный ферзь · g7 чёрный слон · h7 чёрная пешка · d6 чёрная пешка · g6 чёрная пешка · e5 чёрный конь · g5 белый слон · c4 белая пешка · d4 белый конь · e4 белая ладья · b3 белая пешка · f3 белая пешка · g3 белая пешка · a2 белая пешка · d2 белый ферзь · g2 белый слон · h2 белая пешка · a1 белая ладья · g1 белый король | a8 чёрная ладья · c8 чёрный слон · e8 чёрная ладья · g8 чёрный король · a7 чёрная пешка · b7 чёрная пешка · c7 чёрная пешка · d7 чёрный ферзь · g7 чёрный слон · h7 чёрная пешка · d6 чёрная пешка · g6 чёрная пешка · e5 чёрный конь · g5 белый слон · c4 белая пешка · d4 белый конь · e4 белая ладья · b3 белая пешка · f3 белая пешка · g3 белая пешка · a2 белая пешка · d2 белый ферзь · g2 белый слон · h2 белая пешка · a1 белая ладья · g1 белый король | a8 чёрная ладья · c8 чёрный слон · e8 чёрная ладья · g8 чёрный король · a7 чёрная пешка · b7 чёрная пешка · c7 чёрная пешка · d7 чёрный ферзь · g7 чёрный слон · h7 чёрная пешка · d6 чёрная пешка · g6 чёрная пешка · e5 чёрный конь · g5 белый слон · c4 белая пешка · d4 белый конь · e4 белая ладья · b3 белая пешка · f3 белая пешка · g3 белая пешка · a2 белая пешка · d2 белый ферзь · g2 белый слон · h2 белая пешка · a1 белая ладья · g1 белый король | a8 чёрная ладья · c8 чёрный слон · e8 чёрная ладья · g8 чёрный король · a7 чёрная пешка · b7 чёрная пешка · c7 чёрная пешка · d7 чёрный ферзь · g7 чёрный слон · h7 чёрная пешка · d6 чёрная пешка · g6 чёрная пешка · e5 чёрный конь · g5 белый слон · c4 белая пешка · d4 белый конь · e4 белая ладья · b3 белая пешка · f3 белая пешка · g3 белая пешка · a2 белая пешка · d2 белый ферзь · g2 белый слон · h2 белая пешка · a1 белая ладья · g1 белый король | a8 чёрная ладья · c8 чёрный слон · e8 чёрная ладья · g8 чёрный король · a7 чёрная пешка · b7 чёрная пешка · c7 чёрная пешка · d7 чёрный ферзь · g7 чёрный слон · h7 чёрная пешка · d6 чёрная пешка · g6 чёрная пешка · e5 чёрный конь · g5 белый слон · c4 белая пешка · d4 белый конь · e4 белая ладья · b3 белая пешка · f3 белая пешка · g3 белая пешка · a2 белая пешка · d2 белый ферзь · g2 белый слон · h2 белая пешка · a1 белая ладья · g1 белый король | 8 |
| 7 | a8 чёрная ладья · c8 чёрный слон · e8 чёрная ладья · g8 чёрный король · a7 чёрная пешка · b7 чёрная пешка · c7 чёрная пешка · d7 чёрный ферзь · g7 чёрный слон · h7 чёрная пешка · d6 чёрная пешка · g6 чёрная пешка · e5 чёрный конь · g5 белый слон · c4 белая пешка · d4 белый конь · e4 белая ладья · b3 белая пешка · f3 белая пешка · g3 белая пешка · a2 белая пешка · d2 белый ферзь · g2 белый слон · h2 белая пешка · a1 белая ладья · g1 белый король | a8 чёрная ладья · c8 чёрный слон · e8 чёрная ладья · g8 чёрный король · a7 чёрная пешка · b7 чёрная пешка · c7 чёрная пешка · d7 чёрный ферзь · g7 чёрный слон · h7 чёрная пешка · d6 чёрная пешка · g6 чёрная пешка · e5 чёрный конь · g5 белый слон · c4 белая пешка · d4 белый конь · e4 белая ладья · b3 белая пешка · f3 белая пешка · g3 белая пешка · a2 белая пешка · d2 белый ферзь · g2 белый слон · h2 белая пешка · a1 белая ладья · g1 белый король | a8 чёрная ладья · c8 чёрный слон · e8 чёрная ладья · g8 чёрный король · a7 чёрная пешка · b7 чёрная пешка · c7 чёрная пешка · d7 чёрный ферзь · g7 чёрный слон · h7 чёрная пешка · d6 чёрная пешка · g6 чёрная пешка · e5 чёрный конь · g5 белый слон · c4 белая пешка · d4 белый конь · e4 белая ладья · b3 белая пешка · f3 белая пешка · g3 белая пешка · a2 белая пешка · d2 белый ферзь · g2 белый слон · h2 белая пешка · a1 белая ладья · g1 белый король | a8 чёрная ладья · c8 чёрный слон · e8 чёрная ладья · g8 чёрный король · a7 чёрная пешка · b7 чёрная пешка · c7 чёрная пешка · d7 чёрный ферзь · g7 чёрный слон · h7 чёрная пешка · d6 чёрная пешка · g6 чёрная пешка · e5 чёрный конь · g5 белый слон · c4 белая пешка · d4 белый конь · e4 белая ладья · b3 белая пешка · f3 белая пешка · g3 белая пешка · a2 белая пешка · d2 белый ферзь · g2 белый слон · h2 белая пешка · a1 белая ладья · g1 белый король | a8 чёрная ладья · c8 чёрный слон · e8 чёрная ладья · g8 чёрный король · a7 чёрная пешка · b7 чёрная пешка · c7 чёрная пешка · d7 чёрный ферзь · g7 чёрный слон · h7 чёрная пешка · d6 чёрная пешка · g6 чёрная пешка · e5 чёрный конь · g5 белый слон · c4 белая пешка · d4 белый конь · e4 белая ладья · b3 белая пешка · f3 белая пешка · g3 белая пешка · a2 белая пешка · d2 белый ферзь · g2 белый слон · h2 белая пешка · a1 белая ладья · g1 белый король | a8 чёрная ладья · c8 чёрный слон · e8 чёрная ладья · g8 чёрный король · a7 чёрная пешка · b7 чёрная пешка · c7 чёрная пешка · d7 чёрный ферзь · g7 чёрный слон · h7 чёрная пешка · d6 чёрная пешка · g6 чёрная пешка · e5 чёрный конь · g5 белый слон · c4 белая пешка · d4 белый конь · e4 белая ладья · b3 белая пешка · f3 белая пешка · g3 белая пешка · a2 белая пешка · d2 белый ферзь · g2 белый слон · h2 белая пешка · a1 белая ладья · g1 белый король | a8 чёрная ладья · c8 чёрный слон · e8 чёрная ладья · g8 чёрный король · a7 чёрная пешка · b7 чёрная пешка · c7 чёрная пешка · d7 чёрный ферзь · g7 чёрный слон · h7 чёрная пешка · d6 чёрная пешка · g6 чёрная пешка · e5 чёрный конь · g5 белый слон · c4 белая пешка · d4 белый конь · e4 белая ладья · b3 белая пешка · f3 белая пешка · g3 белая пешка · a2 белая пешка · d2 белый ферзь · g2 белый слон · h2 белая пешка · a1 белая ладья · g1 белый король | a8 чёрная ладья · c8 чёрный слон · e8 чёрная ладья · g8 чёрный король · a7 чёрная пешка · b7 чёрная пешка · c7 чёрная пешка · d7 чёрный ферзь · g7 чёрный слон · h7 чёрная пешка · d6 чёрная пешка · g6 чёрная пешка · e5 чёрный конь · g5 белый слон · c4 белая пешка · d4 белый конь · e4 белая ладья · b3 белая пешка · f3 белая пешка · g3 белая пешка · a2 белая пешка · d2 белый ферзь · g2 белый слон · h2 белая пешка · a1 белая ладья · g1 белый король | 7 |
| 6 | a8 чёрная ладья · c8 чёрный слон · e8 чёрная ладья · g8 чёрный король · a7 чёрная пешка · b7 чёрная пешка · c7 чёрная пешка · d7 чёрный ферзь · g7 чёрный слон · h7 чёрная пешка · d6 чёрная пешка · g6 чёрная пешка · e5 чёрный конь · g5 белый слон · c4 белая пешка · d4 белый конь · e4 белая ладья · b3 белая пешка · f3 белая пешка · g3 белая пешка · a2 белая пешка · d2 белый ферзь · g2 белый слон · h2 белая пешка · a1 белая ладья · g1 белый король | a8 чёрная ладья · c8 чёрный слон · e8 чёрная ладья · g8 чёрный король · a7 чёрная пешка · b7 чёрная пешка · c7 чёрная пешка · d7 чёрный ферзь · g7 чёрный слон · h7 чёрная пешка · d6 чёрная пешка · g6 чёрная пешка · e5 чёрный конь · g5 белый слон · c4 белая пешка · d4 белый конь · e4 белая ладья · b3 белая пешка · f3 белая пешка · g3 белая пешка · a2 белая пешка · d2 белый ферзь · g2 белый слон · h2 белая пешка · a1 белая ладья · g1 белый король | a8 чёрная ладья · c8 чёрный слон · e8 чёрная ладья · g8 чёрный король · a7 чёрная пешка · b7 чёрная пешка · c7 чёрная пешка · d7 чёрный ферзь · g7 чёрный слон · h7 чёрная пешка · d6 чёрная пешка · g6 чёрная пешка · e5 чёрный конь · g5 белый слон · c4 белая пешка · d4 белый конь · e4 белая ладья · b3 белая пешка · f3 белая пешка · g3 белая пешка · a2 белая пешка · d2 белый ферзь · g2 белый слон · h2 белая пешка · a1 белая ладья · g1 белый король | a8 чёрная ладья · c8 чёрный слон · e8 чёрная ладья · g8 чёрный король · a7 чёрная пешка · b7 чёрная пешка · c7 чёрная пешка · d7 чёрный ферзь · g7 чёрный слон · h7 чёрная пешка · d6 чёрная пешка · g6 чёрная пешка · e5 чёрный конь · g5 белый слон · c4 белая пешка · d4 белый конь · e4 белая ладья · b3 белая пешка · f3 белая пешка · g3 белая пешка · a2 белая пешка · d2 белый ферзь · g2 белый слон · h2 белая пешка · a1 белая ладья · g1 белый король | a8 чёрная ладья · c8 чёрный слон · e8 чёрная ладья · g8 чёрный король · a7 чёрная пешка · b7 чёрная пешка · c7 чёрная пешка · d7 чёрный ферзь · g7 чёрный слон · h7 чёрная пешка · d6 чёрная пешка · g6 чёрная пешка · e5 чёрный конь · g5 белый слон · c4 белая пешка · d4 белый конь · e4 белая ладья · b3 белая пешка · f3 белая пешка · g3 белая пешка · a2 белая пешка · d2 белый ферзь · g2 белый слон · h2 белая пешка · a1 белая ладья · g1 белый король | a8 чёрная ладья · c8 чёрный слон · e8 чёрная ладья · g8 чёрный король · a7 чёрная пешка · b7 чёрная пешка · c7 чёрная пешка · d7 чёрный ферзь · g7 чёрный слон · h7 чёрная пешка · d6 чёрная пешка · g6 чёрная пешка · e5 чёрный конь · g5 белый слон · c4 белая пешка · d4 белый конь · e4 белая ладья · b3 белая пешка · f3 белая пешка · g3 белая пешка · a2 белая пешка · d2 белый ферзь · g2 белый слон · h2 белая пешка · a1 белая ладья · g1 белый король | a8 чёрная ладья · c8 чёрный слон · e8 чёрная ладья · g8 чёрный король · a7 чёрная пешка · b7 чёрная пешка · c7 чёрная пешка · d7 чёрный ферзь · g7 чёрный слон · h7 чёрная пешка · d6 чёрная пешка · g6 чёрная пешка · e5 чёрный конь · g5 белый слон · c4 белая пешка · d4 белый конь · e4 белая ладья · b3 белая пешка · f3 белая пешка · g3 белая пешка · a2 белая пешка · d2 белый ферзь · g2 белый слон · h2 белая пешка · a1 белая ладья · g1 белый король | a8 чёрная ладья · c8 чёрный слон · e8 чёрная ладья · g8 чёрный король · a7 чёрная пешка · b7 чёрная пешка · c7 чёрная пешка · d7 чёрный ферзь · g7 чёрный слон · h7 чёрная пешка · d6 чёрная пешка · g6 чёрная пешка · e5 чёрный конь · g5 белый слон · c4 белая пешка · d4 белый конь · e4 белая ладья · b3 белая пешка · f3 белая пешка · g3 белая пешка · a2 белая пешка · d2 белый ферзь · g2 белый слон · h2 белая пешка · a1 белая ладья · g1 белый король | 6 |
| 5 | a8 чёрная ладья · c8 чёрный слон · e8 чёрная ладья · g8 чёрный король · a7 чёрная пешка · b7 чёрная пешка · c7 чёрная пешка · d7 чёрный ферзь · g7 чёрный слон · h7 чёрная пешка · d6 чёрная пешка · g6 чёрная пешка · e5 чёрный конь · g5 белый слон · c4 белая пешка · d4 белый конь · e4 белая ладья · b3 белая пешка · f3 белая пешка · g3 белая пешка · a2 белая пешка · d2 белый ферзь · g2 белый слон · h2 белая пешка · a1 белая ладья · g1 белый король | a8 чёрная ладья · c8 чёрный слон · e8 чёрная ладья · g8 чёрный король · a7 чёрная пешка · b7 чёрная пешка · c7 чёрная пешка · d7 чёрный ферзь · g7 чёрный слон · h7 чёрная пешка · d6 чёрная пешка · g6 чёрная пешка · e5 чёрный конь · g5 белый слон · c4 белая пешка · d4 белый конь · e4 белая ладья · b3 белая пешка · f3 белая пешка · g3 белая пешка · a2 белая пешка · d2 белый ферзь · g2 белый слон · h2 белая пешка · a1 белая ладья · g1 белый король | a8 чёрная ладья · c8 чёрный слон · e8 чёрная ладья · g8 чёрный король · a7 чёрная пешка · b7 чёрная пешка · c7 чёрная пешка · d7 чёрный ферзь · g7 чёрный слон · h7 чёрная пешка · d6 чёрная пешка · g6 чёрная пешка · e5 чёрный конь · g5 белый слон · c4 белая пешка · d4 белый конь · e4 белая ладья · b3 белая пешка · f3 белая пешка · g3 белая пешка · a2 белая пешка · d2 белый ферзь · g2 белый слон · h2 белая пешка · a1 белая ладья · g1 белый король | a8 чёрная ладья · c8 чёрный слон · e8 чёрная ладья · g8 чёрный король · a7 чёрная пешка · b7 чёрная пешка · c7 чёрная пешка · d7 чёрный ферзь · g7 чёрный слон · h7 чёрная пешка · d6 чёрная пешка · g6 чёрная пешка · e5 чёрный конь · g5 белый слон · c4 белая пешка · d4 белый конь · e4 белая ладья · b3 белая пешка · f3 белая пешка · g3 белая пешка · a2 белая пешка · d2 белый ферзь · g2 белый слон · h2 белая пешка · a1 белая ладья · g1 белый король | a8 чёрная ладья · c8 чёрный слон · e8 чёрная ладья · g8 чёрный король · a7 чёрная пешка · b7 чёрная пешка · c7 чёрная пешка · d7 чёрный ферзь · g7 чёрный слон · h7 чёрная пешка · d6 чёрная пешка · g6 чёрная пешка · e5 чёрный конь · g5 белый слон · c4 белая пешка · d4 белый конь · e4 белая ладья · b3 белая пешка · f3 белая пешка · g3 белая пешка · a2 белая пешка · d2 белый ферзь · g2 белый слон · h2 белая пешка · a1 белая ладья · g1 белый король | a8 чёрная ладья · c8 чёрный слон · e8 чёрная ладья · g8 чёрный король · a7 чёрная пешка · b7 чёрная пешка · c7 чёрная пешка · d7 чёрный ферзь · g7 чёрный слон · h7 чёрная пешка · d6 чёрная пешка · g6 чёрная пешка · e5 чёрный конь · g5 белый слон · c4 белая пешка · d4 белый конь · e4 белая ладья · b3 белая пешка · f3 белая пешка · g3 белая пешка · a2 белая пешка · d2 белый ферзь · g2 белый слон · h2 белая пешка · a1 белая ладья · g1 белый король | a8 чёрная ладья · c8 чёрный слон · e8 чёрная ладья · g8 чёрный король · a7 чёрная пешка · b7 чёрная пешка · c7 чёрная пешка · d7 чёрный ферзь · g7 чёрный слон · h7 чёрная пешка · d6 чёрная пешка · g6 чёрная пешка · e5 чёрный конь · g5 белый слон · c4 белая пешка · d4 белый конь · e4 белая ладья · b3 белая пешка · f3 белая пешка · g3 белая пешка · a2 белая пешка · d2 белый ферзь · g2 белый слон · h2 белая пешка · a1 белая ладья · g1 белый король | a8 чёрная ладья · c8 чёрный слон · e8 чёрная ладья · g8 чёрный король · a7 чёрная пешка · b7 чёрная пешка · c7 чёрная пешка · d7 чёрный ферзь · g7 чёрный слон · h7 чёрная пешка · d6 чёрная пешка · g6 чёрная пешка · e5 чёрный конь · g5 белый слон · c4 белая пешка · d4 белый конь · e4 белая ладья · b3 белая пешка · f3 белая пешка · g3 белая пешка · a2 белая пешка · d2 белый ферзь · g2 белый слон · h2 белая пешка · a1 белая ладья · g1 белый король | 5 |
| 4 | a8 чёрная ладья · c8 чёрный слон · e8 чёрная ладья · g8 чёрный король · a7 чёрная пешка · b7 чёрная пешка · c7 чёрная пешка · d7 чёрный ферзь · g7 чёрный слон · h7 чёрная пешка · d6 чёрная пешка · g6 чёрная пешка · e5 чёрный конь · g5 белый слон · c4 белая пешка · d4 белый конь · e4 белая ладья · b3 белая пешка · f3 белая пешка · g3 белая пешка · a2 белая пешка · d2 белый ферзь · g2 белый слон · h2 белая пешка · a1 белая ладья · g1 белый король | a8 чёрная ладья · c8 чёрный слон · e8 чёрная ладья · g8 чёрный король · a7 чёрная пешка · b7 чёрная пешка · c7 чёрная пешка · d7 чёрный ферзь · g7 чёрный слон · h7 чёрная пешка · d6 чёрная пешка · g6 чёрная пешка · e5 чёрный конь · g5 белый слон · c4 белая пешка · d4 белый конь · e4 белая ладья · b3 белая пешка · f3 белая пешка · g3 белая пешка · a2 белая пешка · d2 белый ферзь · g2 белый слон · h2 белая пешка · a1 белая ладья · g1 белый король | a8 чёрная ладья · c8 чёрный слон · e8 чёрная ладья · g8 чёрный король · a7 чёрная пешка · b7 чёрная пешка · c7 чёрная пешка · d7 чёрный ферзь · g7 чёрный слон · h7 чёрная пешка · d6 чёрная пешка · g6 чёрная пешка · e5 чёрный конь · g5 белый слон · c4 белая пешка · d4 белый конь · e4 белая ладья · b3 белая пешка · f3 белая пешка · g3 белая пешка · a2 белая пешка · d2 белый ферзь · g2 белый слон · h2 белая пешка · a1 белая ладья · g1 белый король | a8 чёрная ладья · c8 чёрный слон · e8 чёрная ладья · g8 чёрный король · a7 чёрная пешка · b7 чёрная пешка · c7 чёрная пешка · d7 чёрный ферзь · g7 чёрный слон · h7 чёрная пешка · d6 чёрная пешка · g6 чёрная пешка · e5 чёрный конь · g5 белый слон · c4 белая пешка · d4 белый конь · e4 белая ладья · b3 белая пешка · f3 белая пешка · g3 белая пешка · a2 белая пешка · d2 белый ферзь · g2 белый слон · h2 белая пешка · a1 белая ладья · g1 белый король | a8 чёрная ладья · c8 чёрный слон · e8 чёрная ладья · g8 чёрный король · a7 чёрная пешка · b7 чёрная пешка · c7 чёрная пешка · d7 чёрный ферзь · g7 чёрный слон · h7 чёрная пешка · d6 чёрная пешка · g6 чёрная пешка · e5 чёрный конь · g5 белый слон · c4 белая пешка · d4 белый конь · e4 белая ладья · b3 белая пешка · f3 белая пешка · g3 белая пешка · a2 белая пешка · d2 белый ферзь · g2 белый слон · h2 белая пешка · a1 белая ладья · g1 белый король | a8 чёрная ладья · c8 чёрный слон · e8 чёрная ладья · g8 чёрный король · a7 чёрная пешка · b7 чёрная пешка · c7 чёрная пешка · d7 чёрный ферзь · g7 чёрный слон · h7 чёрная пешка · d6 чёрная пешка · g6 чёрная пешка · e5 чёрный конь · g5 белый слон · c4 белая пешка · d4 белый конь · e4 белая ладья · b3 белая пешка · f3 белая пешка · g3 белая пешка · a2 белая пешка · d2 белый ферзь · g2 белый слон · h2 белая пешка · a1 белая ладья · g1 белый король | a8 чёрная ладья · c8 чёрный слон · e8 чёрная ладья · g8 чёрный король · a7 чёрная пешка · b7 чёрная пешка · c7 чёрная пешка · d7 чёрный ферзь · g7 чёрный слон · h7 чёрная пешка · d6 чёрная пешка · g6 чёрная пешка · e5 чёрный конь · g5 белый слон · c4 белая пешка · d4 белый конь · e4 белая ладья · b3 белая пешка · f3 белая пешка · g3 белая пешка · a2 белая пешка · d2 белый ферзь · g2 белый слон · h2 белая пешка · a1 белая ладья · g1 белый король | a8 чёрная ладья · c8 чёрный слон · e8 чёрная ладья · g8 чёрный король · a7 чёрная пешка · b7 чёрная пешка · c7 чёрная пешка · d7 чёрный ферзь · g7 чёрный слон · h7 чёрная пешка · d6 чёрная пешка · g6 чёрная пешка · e5 чёрный конь · g5 белый слон · c4 белая пешка · d4 белый конь · e4 белая ладья · b3 белая пешка · f3 белая пешка · g3 белая пешка · a2 белая пешка · d2 белый ферзь · g2 белый слон · h2 белая пешка · a1 белая ладья · g1 белый король | 4 |
| 3 | a8 чёрная ладья · c8 чёрный слон · e8 чёрная ладья · g8 чёрный король · a7 чёрная пешка · b7 чёрная пешка · c7 чёрная пешка · d7 чёрный ферзь · g7 чёрный слон · h7 чёрная пешка · d6 чёрная пешка · g6 чёрная пешка · e5 чёрный конь · g5 белый слон · c4 белая пешка · d4 белый конь · e4 белая ладья · b3 белая пешка · f3 белая пешка · g3 белая пешка · a2 белая пешка · d2 белый ферзь · g2 белый слон · h2 белая пешка · a1 белая ладья · g1 белый король | a8 чёрная ладья · c8 чёрный слон · e8 чёрная ладья · g8 чёрный король · a7 чёрная пешка · b7 чёрная пешка · c7 чёрная пешка · d7 чёрный ферзь · g7 чёрный слон · h7 чёрная пешка · d6 чёрная пешка · g6 чёрная пешка · e5 чёрный конь · g5 белый слон · c4 белая пешка · d4 белый конь · e4 белая ладья · b3 белая пешка · f3 белая пешка · g3 белая пешка · a2 белая пешка · d2 белый ферзь · g2 белый слон · h2 белая пешка · a1 белая ладья · g1 белый король | a8 чёрная ладья · c8 чёрный слон · e8 чёрная ладья · g8 чёрный король · a7 чёрная пешка · b7 чёрная пешка · c7 чёрная пешка · d7 чёрный ферзь · g7 чёрный слон · h7 чёрная пешка · d6 чёрная пешка · g6 чёрная пешка · e5 чёрный конь · g5 белый слон · c4 белая пешка · d4 белый конь · e4 белая ладья · b3 белая пешка · f3 белая пешка · g3 белая пешка · a2 белая пешка · d2 белый ферзь · g2 белый слон · h2 белая пешка · a1 белая ладья · g1 белый король | a8 чёрная ладья · c8 чёрный слон · e8 чёрная ладья · g8 чёрный король · a7 чёрная пешка · b7 чёрная пешка · c7 чёрная пешка · d7 чёрный ферзь · g7 чёрный слон · h7 чёрная пешка · d6 чёрная пешка · g6 чёрная пешка · e5 чёрный конь · g5 белый слон · c4 белая пешка · d4 белый конь · e4 белая ладья · b3 белая пешка · f3 белая пешка · g3 белая пешка · a2 белая пешка · d2 белый ферзь · g2 белый слон · h2 белая пешка · a1 белая ладья · g1 белый король | a8 чёрная ладья · c8 чёрный слон · e8 чёрная ладья · g8 чёрный король · a7 чёрная пешка · b7 чёрная пешка · c7 чёрная пешка · d7 чёрный ферзь · g7 чёрный слон · h7 чёрная пешка · d6 чёрная пешка · g6 чёрная пешка · e5 чёрный конь · g5 белый слон · c4 белая пешка · d4 белый конь · e4 белая ладья · b3 белая пешка · f3 белая пешка · g3 белая пешка · a2 белая пешка · d2 белый ферзь · g2 белый слон · h2 белая пешка · a1 белая ладья · g1 белый король | a8 чёрная ладья · c8 чёрный слон · e8 чёрная ладья · g8 чёрный король · a7 чёрная пешка · b7 чёрная пешка · c7 чёрная пешка · d7 чёрный ферзь · g7 чёрный слон · h7 чёрная пешка · d6 чёрная пешка · g6 чёрная пешка · e5 чёрный конь · g5 белый слон · c4 белая пешка · d4 белый конь · e4 белая ладья · b3 белая пешка · f3 белая пешка · g3 белая пешка · a2 белая пешка · d2 белый ферзь · g2 белый слон · h2 белая пешка · a1 белая ладья · g1 белый король | a8 чёрная ладья · c8 чёрный слон · e8 чёрная ладья · g8 чёрный король · a7 чёрная пешка · b7 чёрная пешка · c7 чёрная пешка · d7 чёрный ферзь · g7 чёрный слон · h7 чёрная пешка · d6 чёрная пешка · g6 чёрная пешка · e5 чёрный конь · g5 белый слон · c4 белая пешка · d4 белый конь · e4 белая ладья · b3 белая пешка · f3 белая пешка · g3 белая пешка · a2 белая пешка · d2 белый ферзь · g2 белый слон · h2 белая пешка · a1 белая ладья · g1 белый король | a8 чёрная ладья · c8 чёрный слон · e8 чёрная ладья · g8 чёрный король · a7 чёрная пешка · b7 чёрная пешка · c7 чёрная пешка · d7 чёрный ферзь · g7 чёрный слон · h7 чёрная пешка · d6 чёрная пешка · g6 чёрная пешка · e5 чёрный конь · g5 белый слон · c4 белая пешка · d4 белый конь · e4 белая ладья · b3 белая пешка · f3 белая пешка · g3 белая пешка · a2 белая пешка · d2 белый ферзь · g2 белый слон · h2 белая пешка · a1 белая ладья · g1 белый король | 3 |
| 2 | a8 чёрная ладья · c8 чёрный слон · e8 чёрная ладья · g8 чёрный король · a7 чёрная пешка · b7 чёрная пешка · c7 чёрная пешка · d7 чёрный ферзь · g7 чёрный слон · h7 чёрная пешка · d6 чёрная пешка · g6 чёрная пешка · e5 чёрный конь · g5 белый слон · c4 белая пешка · d4 белый конь · e4 белая ладья · b3 белая пешка · f3 белая пешка · g3 белая пешка · a2 белая пешка · d2 белый ферзь · g2 белый слон · h2 белая пешка · a1 белая ладья · g1 белый король | a8 чёрная ладья · c8 чёрный слон · e8 чёрная ладья · g8 чёрный король · a7 чёрная пешка · b7 чёрная пешка · c7 чёрная пешка · d7 чёрный ферзь · g7 чёрный слон · h7 чёрная пешка · d6 чёрная пешка · g6 чёрная пешка · e5 чёрный конь · g5 белый слон · c4 белая пешка · d4 белый конь · e4 белая ладья · b3 белая пешка · f3 белая пешка · g3 белая пешка · a2 белая пешка · d2 белый ферзь · g2 белый слон · h2 белая пешка · a1 белая ладья · g1 белый король | a8 чёрная ладья · c8 чёрный слон · e8 чёрная ладья · g8 чёрный король · a7 чёрная пешка · b7 чёрная пешка · c7 чёрная пешка · d7 чёрный ферзь · g7 чёрный слон · h7 чёрная пешка · d6 чёрная пешка · g6 чёрная пешка · e5 чёрный конь · g5 белый слон · c4 белая пешка · d4 белый конь · e4 белая ладья · b3 белая пешка · f3 белая пешка · g3 белая пешка · a2 белая пешка · d2 белый ферзь · g2 белый слон · h2 белая пешка · a1 белая ладья · g1 белый король | a8 чёрная ладья · c8 чёрный слон · e8 чёрная ладья · g8 чёрный король · a7 чёрная пешка · b7 чёрная пешка · c7 чёрная пешка · d7 чёрный ферзь · g7 чёрный слон · h7 чёрная пешка · d6 чёрная пешка · g6 чёрная пешка · e5 чёрный конь · g5 белый слон · c4 белая пешка · d4 белый конь · e4 белая ладья · b3 белая пешка · f3 белая пешка · g3 белая пешка · a2 белая пешка · d2 белый ферзь · g2 белый слон · h2 белая пешка · a1 белая ладья · g1 белый король | a8 чёрная ладья · c8 чёрный слон · e8 чёрная ладья · g8 чёрный король · a7 чёрная пешка · b7 чёрная пешка · c7 чёрная пешка · d7 чёрный ферзь · g7 чёрный слон · h7 чёрная пешка · d6 чёрная пешка · g6 чёрная пешка · e5 чёрный конь · g5 белый слон · c4 белая пешка · d4 белый конь · e4 белая ладья · b3 белая пешка · f3 белая пешка · g3 белая пешка · a2 белая пешка · d2 белый ферзь · g2 белый слон · h2 белая пешка · a1 белая ладья · g1 белый король | a8 чёрная ладья · c8 чёрный слон · e8 чёрная ладья · g8 чёрный король · a7 чёрная пешка · b7 чёрная пешка · c7 чёрная пешка · d7 чёрный ферзь · g7 чёрный слон · h7 чёрная пешка · d6 чёрная пешка · g6 чёрная пешка · e5 чёрный конь · g5 белый слон · c4 белая пешка · d4 белый конь · e4 белая ладья · b3 белая пешка · f3 белая пешка · g3 белая пешка · a2 белая пешка · d2 белый ферзь · g2 белый слон · h2 белая пешка · a1 белая ладья · g1 белый король | a8 чёрная ладья · c8 чёрный слон · e8 чёрная ладья · g8 чёрный король · a7 чёрная пешка · b7 чёрная пешка · c7 чёрная пешка · d7 чёрный ферзь · g7 чёрный слон · h7 чёрная пешка · d6 чёрная пешка · g6 чёрная пешка · e5 чёрный конь · g5 белый слон · c4 белая пешка · d4 белый конь · e4 белая ладья · b3 белая пешка · f3 белая пешка · g3 белая пешка · a2 белая пешка · d2 белый ферзь · g2 белый слон · h2 белая пешка · a1 белая ладья · g1 белый король | a8 чёрная ладья · c8 чёрный слон · e8 чёрная ладья · g8 чёрный король · a7 чёрная пешка · b7 чёрная пешка · c7 чёрная пешка · d7 чёрный ферзь · g7 чёрный слон · h7 чёрная пешка · d6 чёрная пешка · g6 чёрная пешка · e5 чёрный конь · g5 белый слон · c4 белая пешка · d4 белый конь · e4 белая ладья · b3 белая пешка · f3 белая пешка · g3 белая пешка · a2 белая пешка · d2 белый ферзь · g2 белый слон · h2 белая пешка · a1 белая ладья · g1 белый король | 2 |
| 1 | a8 чёрная ладья · c8 чёрный слон · e8 чёрная ладья · g8 чёрный король · a7 чёрная пешка · b7 чёрная пешка · c7 чёрная пешка · d7 чёрный ферзь · g7 чёрный слон · h7 чёрная пешка · d6 чёрная пешка · g6 чёрная пешка · e5 чёрный конь · g5 белый слон · c4 белая пешка · d4 белый конь · e4 белая ладья · b3 белая пешка · f3 белая пешка · g3 белая пешка · a2 белая пешка · d2 белый ферзь · g2 белый слон · h2 белая пешка · a1 белая ладья · g1 белый король | a8 чёрная ладья · c8 чёрный слон · e8 чёрная ладья · g8 чёрный король · a7 чёрная пешка · b7 чёрная пешка · c7 чёрная пешка · d7 чёрный ферзь · g7 чёрный слон · h7 чёрная пешка · d6 чёрная пешка · g6 чёрная пешка · e5 чёрный конь · g5 белый слон · c4 белая пешка · d4 белый конь · e4 белая ладья · b3 белая пешка · f3 белая пешка · g3 белая пешка · a2 белая пешка · d2 белый ферзь · g2 белый слон · h2 белая пешка · a1 белая ладья · g1 белый король | a8 чёрная ладья · c8 чёрный слон · e8 чёрная ладья · g8 чёрный король · a7 чёрная пешка · b7 чёрная пешка · c7 чёрная пешка · d7 чёрный ферзь · g7 чёрный слон · h7 чёрная пешка · d6 чёрная пешка · g6 чёрная пешка · e5 чёрный конь · g5 белый слон · c4 белая пешка · d4 белый конь · e4 белая ладья · b3 белая пешка · f3 белая пешка · g3 белая пешка · a2 белая пешка · d2 белый ферзь · g2 белый слон · h2 белая пешка · a1 белая ладья · g1 белый король | a8 чёрная ладья · c8 чёрный слон · e8 чёрная ладья · g8 чёрный король · a7 чёрная пешка · b7 чёрная пешка · c7 чёрная пешка · d7 чёрный ферзь · g7 чёрный слон · h7 чёрная пешка · d6 чёрная пешка · g6 чёрная пешка · e5 чёрный конь · g5 белый слон · c4 белая пешка · d4 белый конь · e4 белая ладья · b3 белая пешка · f3 белая пешка · g3 белая пешка · a2 белая пешка · d2 белый ферзь · g2 белый слон · h2 белая пешка · a1 белая ладья · g1 белый король | a8 чёрная ладья · c8 чёрный слон · e8 чёрная ладья · g8 чёрный король · a7 чёрная пешка · b7 чёрная пешка · c7 чёрная пешка · d7 чёрный ферзь · g7 чёрный слон · h7 чёрная пешка · d6 чёрная пешка · g6 чёрная пешка · e5 чёрный конь · g5 белый слон · c4 белая пешка · d4 белый конь · e4 белая ладья · b3 белая пешка · f3 белая пешка · g3 белая пешка · a2 белая пешка · d2 белый ферзь · g2 белый слон · h2 белая пешка · a1 белая ладья · g1 белый король | a8 чёрная ладья · c8 чёрный слон · e8 чёрная ладья · g8 чёрный король · a7 чёрная пешка · b7 чёрная пешка · c7 чёрная пешка · d7 чёрный ферзь · g7 чёрный слон · h7 чёрная пешка · d6 чёрная пешка · g6 чёрная пешка · e5 чёрный конь · g5 белый слон · c4 белая пешка · d4 белый конь · e4 белая ладья · b3 белая пешка · f3 белая пешка · g3 белая пешка · a2 белая пешка · d2 белый ферзь · g2 белый слон · h2 белая пешка · a1 белая ладья · g1 белый король | a8 чёрная ладья · c8 чёрный слон · e8 чёрная ладья · g8 чёрный король · a7 чёрная пешка · b7 чёрная пешка · c7 чёрная пешка · d7 чёрный ферзь · g7 чёрный слон · h7 чёрная пешка · d6 чёрная пешка · g6 чёрная пешка · e5 чёрный конь · g5 белый слон · c4 белая пешка · d4 белый конь · e4 белая ладья · b3 белая пешка · f3 белая пешка · g3 белая пешка · a2 белая пешка · d2 белый ферзь · g2 белый слон · h2 белая пешка · a1 белая ладья · g1 белый король | a8 чёрная ладья · c8 чёрный слон · e8 чёрная ладья · g8 чёрный король · a7 чёрная пешка · b7 чёрная пешка · c7 чёрная пешка · d7 чёрный ферзь · g7 чёрный слон · h7 чёрная пешка · d6 чёрная пешка · g6 чёрная пешка · e5 чёрный конь · g5 белый слон · c4 белая пешка · d4 белый конь · e4 белая ладья · b3 белая пешка · f3 белая пешка · g3 белая пешка · a2 белая пешка · d2 белый ферзь · g2 белый слон · h2 белая пешка · a1 белая ладья · g1 белый король | 1 |
|   | a | b | c | d | e | f | g | h |   |

[Event "Import"]
[Site "Амстердам"]
[Date "1964"]
[White "Леонид Штейн"]
[Black "Ларри Эванс"]
[Result "1-0"]
[WhiteElo "?"]
[BlackElo "?"]
[Variant "Standard"]
[TimeControl "-"]
[ECO "C94"]
[Opening "Ruy Lopez: Closed, Breyer Defense, Quiet Variation"]
[Termination "Unknown"]
[Annotator "lichess.org"]
1. e4 e5 2. Nf3 Nc6 3. Bb5 a6 4. Ba4 Nf6 5. O-O Be7 6. Re1 b5 7. Bb3 d6 8. c3 O-O 9. h3 Nb8 10. d3 { C94 Ruy Lopez: Closed, Breyer Defense, Quiet Variation } c5 11. Nbd2 Qc7 12. Bc2 Nc6 13. Nf1 d5 14. Ne3 dxe4 15. dxe4 Rd8 16. Qe2 g6 17. a4 Rb8 18. axb5 axb5 19. Ng5 h6 20. Nd5 Nxd5 21. exd5 hxg5 22. dxc6 Qxc6 23. Qxe5 Bb7 24. Qg3 Qf6 25. Rxe7 Qxe7 26. Bxg5 f6 27. Bf4 Ra8 28. Rxa8 Bxa8 29. Bxg6 Qg7 30. Be3 c4 31. Bf7+ Kxf7 32. Qc7+ Kg6 33. Qxd8 Bc6 34. Bd4 Qf7 35. Qd6 { White wins. } 1-0

## Выступления
| Год  | Город     | Турнир                                             | + | − | = | Результат | Место | Ист.   |
| ---- | --------- | -------------------------------------------------- | - | - | - | --------- | ----- | ------ |
| 1951 | Харьков   | Первенство Украины среди юношей                    | 5 | 2 | 3 | 6½ из 10  | 4     | [ 27 ] |
| 1951 | Ленинград | Командное первенство СССР среди юношей (6-я доска) |   |   |   | 4½ из 10  | 4     | [ 27 ] |

- Золото командных чемпионатов Европы (1965, 1970)
- Золото первенства СССР (1963, 1965, 1966)
- Победа в таких турнирах, как в Москве (1967) и Мемориале Алехина (1971)
- Золото первенства Украины (1960, 1962)
- Участие в составе сборной СССР в знаменитом «Матче века» (1970)
- Участие в трех межзональных турнирах (Стокгольм 1962, Амстердам 1964, Сус 1967)
- Золото юношеской Олимпиады среди студентов (1962)
- Участие в традиционных матчах СССР — Югославия
- Участие в командных первенствах СССР в составе УССР
- Результаты Штейна в партиях с чемпионами мира, и с ведущими шахматистами (счёт результативных партий без учета ничьих):

С Ботвинником 1:1.
Со Смысловым 1:1.
С Талем 3:0.
С Петросяном 1:1.
Со Спасским 3:2.
С Корчным 2:2.
С Кересом 2:0.

## Память
Я знаю, как он умер. Штейн готовился к межзональному турниру в Бразилии. И, как всем отъезжавшим в экзотические страны, ему сделали сильные прививки от различных болезней… Организм этого не выдержал. В гостинице «Россия» глубокой ночью мне кто-то позвонил по телефону и ничего не сказал. Позже я понял: это Лёня звонил, но у него уже не было сил ничего сказать. Так, молча попрощавшись, ушёл из жизни в расцвете лет и сил талантливейший шахматист.Виктор Корчной, 
В 1967 году Леонид выиграл турнир, посвященный 50-летию Советской власти. Тогда это был заметный успех. И к нему пришли, видимо, из некоторых органов с предложением подписать обращение против израильских агрессоров, развязавших войну на Ближнем Востоке. Он этого не сделал. Сейчас можно сказать: ха-ха. Hо в то время это был мужественный гражданский поступок. Он был одним из немногих, позволивших себе выступить против системы. Я-то знаю, что это значит.Виктор Корчной, 
Леонид Штейн был талантливым шахматистом, блестящим гроссмейстером и хорошим другом. Я был потрясен его смертью в 1973 году… Он сам разрушал своё здоровье беспрерывным курением. Однажды я засёк на часах, сколько продолжалась его затяжка. 31 секунду! Просто удивительно, как взрослый человек может так хищнически относиться к своему здоровью и сам себе рыть могилу!Роберт Фишер, 
Мемориалы Штейна проводятся во Львове с 1977 года.
В 2022 году именем Штейна назван сквер на улице Князя Романа.